# عبد الرحمن السميط
عبد الرحمن حمود السميط (1366 هـ / 15 أكتوبر 1947- 8 شوال 1434 هـ / 15 أغسطس 2013) هو داعية كويتي ومؤسس جمعية العون المباشر - لجنة مسلمي أفريقيا سابقاً - ورئيس مجلس إدارتها حيث تولى منصب أمين عام لجنة مسلمي أفريقيا عام 1981 وواصل على رأس الجمعية إلى بعد أن تغير اسمها إلى جمعية العون المباشر في عام 1999 وهو رئيس مجلس البحوث والدراسات الإسلامية، كما أصدر أربعة كتب؛ لبيك أفريقيا، دمعة على أفريقيا، رسالة إلى ولدي، العرب والمسلمون في مدغشقر، بالإضافة إلى العديد من البحوث وأوراق العمل ومئات المقالات التي نشرت في صحف متنوعة.
وشارك في تأسيس ورئاسة جمعية الأطباء المسلمين في الولايات المتحدة الأمريكية وكندا 1976، ولجنة مسلمي ملاوي في الكويت عام 1980، واللجنة الكويتية المشتركة للإغاثة 1987، وهو عضو مؤسس في الهيئة الخيرية الإسلامية العالمية وعضو مؤسس في المجلس الإسلامي العالمي للدعوة والإغاثة وعضو في جمعية النجاة الخيرية الكويتية وعضو جمعية الهلال الأحمر الكويتي ورئيس تحرير مجلة الكوثر المتخصصة في الشأن الإفريقي، وعضو مجلس أمناء منظمة الدعوة الإسلامية في السودان وعضو مجلس أمناء جامعة العلوم والتكنولوجيا في اليمن ورئيس مجلس إدارة كلية التربية في زنجبار، ورئيس مجلس إدارة كلية الشريعة والدراسات الإسلامية في كينيا ورئيس مركز دراسات العمل الخيري حتى وفاته.
كما ساهم في تأسيس فروع لجمعية الطلبة المسلمين في مونتريال وشيربروك وكيبك بكندا بين العامين 1974 و1976 ولجنة مسلمي أفريقيا وهي أول مؤسسة إسلامية متخصصة عام 1981، ولجنة الإغاثة الكويتية التي ساهمت بانقاذ أكثر من 320 ألف مسلم من الجوع والموت في السودان وموزمبيق وكينيا والصومال وجيبوتي خلال مجاعة عام 1984 وتولى أيضاً منصب أمين عام لجنة مسلمي أفريقيا منذ تأسيسها التي أصبحت أكبر منظمة عربية إسلامية عاملة في أفريقيا.
أسلم على يديه أكثر من 11 مليون شخص في أفريقيا، بعد أن قضى أكثر من 29 سنة ينشر الإسلام فيها، أي ما يقرب حوالي 972 مسلماً يومياً في المعدل. قبل أن يصبح ناشطاً في العمل الخيري التنموي كان طبيباً متخصصاً في الأمراض الباطنية والجهاز الهضمي متخرجاً من جامعة بغداد بعد أن حصل على بكالوريوس الطب والجراحة ثم حصل على دبلوم أمراض مناطق حارة من جامعة ليفربول عام 1974، واستكمل دراساته العليا في جامعة ماكجل الكندية متخصصًا في الأمراض الباطنية والجهاز الهضمي، نال عدداً من الأوسمة والجوائز والدروع والشهادات التقديرية مكافأة له على جهوده في الأعمال الخيرية ومن أرفع هذه الجوائز جائزة الملك فيصل العالمية لخدمة الإسلام والتي تبرع بمكافأتها - 750 ألف ريال سعودي - لتكون نواة للوقف التعليمي لأبناء أفريقيا ومن عائد هذا الوقف تلقت أعداد كبيرة من أبناء أفريقيا تعليمها في الجامعات المختلفة.
تعرض في أفريقيا لمحاولات قتل مرات عديدة من قبل المليشيات المسلحة بسبب حضوره الطاغي في أوساط الفقراء والمحتاجين كما حاصرته أفعى الكوبرا في موزمبيق وكينيا وملاوي غير مرة لكنه نجا بالإضافة إلى لسع البعوض في تلك القرى وشحة المياه وانقطاع الكهرباء، وتسلق جبال كلمنجارو في سبيل الفقراء والدعوة إلى التوحيد. وتعرض في حياته لمحن السجون وكان أقساها أسره على يد البعثيين.
قضى ربع قرن في إفريقيا وكان يأتي للكويت فقط للزيارة أو العلاج. كما مارس الدعوة في كل من بلاد الإسكيمو والعراق، وكانت سلسلة رحلاته في أدغال إفريقيا وأهوال التنقل في غاباتها محفوفة بالمخاطر وذلك بتعريض نفسه للخطر لأجل أن يحمل السلام والغوث لإفريقيا بيد فيها رغيف ويد فيها مصباح نور وكتاب وسلاحه المادي جسده المثخن بالضغط والسكر والجلطات، وأما سلاحه الإيماني الذي حسم معاركه في سبيل الله والمستضعفين والفقراء فآيات استقرت في قلبه.
استمر يعمل في الدعوة بعد أن ثقلت حركته وأقدامه ورغم إصابته بالسكر وبآلام في قدمه وظهره، وتدهورت حالته الصحية في أواخر سنواته، وأخذ يعاني من توقف في وظائف الكلى وخضع لعناية مركزة في مستشفى مبارك الكبير، واستمر على تلك الحال حتى توفى في يوم الخميس 15 أغسطس 2013.

## النشأة

### المولد

عبد الرحمن السميط طفلا

السميط أثناء نشاطه الكشفي

عبد الرحمن السميط هو الابن الثالث في أسرة آل سميط. تكرر والدته أنه الأسهل في التربية بل لم تكن تشعر بتربيته حتى أمراض الطفولة تمر عليهِ خفيفة فلا يُحس بها، وكان طفلاً هادئاً مجداً متميزاً بدراسته قليل الكلام محافظ على نظافته دائماً كما بدأ الصلاة صغيراً ولم يتركها أبداً حتى في أيام مرضهِ، فذكر أبنائه أنهم يقيمون الصلاة ويقرأون القرآن وهو يستمع ثم يؤمن على قراءتهم مع أنه في حالة شبه غيبوبة، وكان لهُ في صغره غرفة في سطح المنزل جعلها عيادة طبية وروب طبيب خاطتهُ أخته الكبرى ليلعب دور الطبيب على إخوته وقرأ عن الأدوية كما قرأ عن كيفية جعل الغرفة باردة دون تكيف وحاول فعل ذلك، ومنذ سن الخامسة، وهو في خيال وتصور أنه في إفريقيا وفي الغابات كما كانت لديه عصى يضعها بجانبه مثل العصى الخاصة بالكشافة لصيد الأفاعي بعد أن تعلم كيف يصيد الأفاعي السامة، كما كان منذ صغره متأثراً بسيرة الرسول والصحابة والسلف ويتمنى لو يعيش حياة التقشف والإيمان مثلهم.

### الأسرة
ولد ونشأ عبد الرحمن في أسرة كويتية محافظة تربى أفرادها على الجد والصبر وأداء الواجبات فاعتادوا النظر لمن هم أدنى منهم لا لمن هم أفضل منهم مادياً حيث كان والدهم يعمل عملاً حراً ثم التحق بسلك الوظائف الحكومية مما جعلهم ذلك يشعرون بالنعم وشكر الرب عليها ولعل أهم نعمه عليهم هي الأسرة المترابطة المتحابة، نشأ السميط واخوته في فترة الإنفتاح الخليجي على العالم الغربي وصدمة الحضارة التي اكتسحت فتيان وفتيات جيله وجيل اخوته وانتشرت خلالها الأفكار التحررية من كل قيد وأولها قيد الدين وانتشر خلالها الفن المادي الإغوائي في هذا الوقت كان عبد الرحمن يحضر المجلات والكتب والكتيبات الإسلامية فكان هذا ما تقرأوه الأسرة وهكذا.

### الكشافة
بدأ عبد الرحمن رحلته مع الفكر الدعوي والإنساني في سن الدراسة المتوسط أو بداية الدراسة الثانوية، وتكونت معه صحبة صاروا رموزاً وقادة كل في ميدانه يذكر منهم عيسى وإبراهيم الشاهين وعدنان المير جمعتهم جماعة الكشافة فرقة اليرموك كما سميت إحدى الفرق الكشفية في مرحلة الدراسة الثانوية، ولعل طبيعتهم أو لتأثير المشرف عليهم تعلموا الجلد والاعتماد على النفس كما وضح عنده الإلتزام الديني وهو في هذا السن، ويذكر أنه كان في حوالي 14 أو الـ 15 سنة ذهب في رحلة حول منطقة البحر المتوسط بماء قليل ومتاع كشافة كان أقل ويلتقي بزملائه عن طريق السيارات العابرة وكان يفترق عن صحبه ثم يلتقون وجعلوا لهم إشارات باسمائهم للكشافة فيما بعد أعلاها إشارة عيسى الشاهين فقد كان أكبرهم سناً، خرج السميط بهذه التجارب وبأسلوب التربية والحياة المنزلية بشخصية مبادرة وتتحمل المصاعب وقادرة على حل ما يواجهها بجلد وصبر، ولهذه النشأة تأثير كبير عليهِ في أفريقيا حيث تعلم العيش في الصحراء والمبيت والمسير الليلي بغير استخدام لوسائل الراحة فيما كان يسمى بفرق الجوالة، وهذه المهارات البسيطة التي نالها في مرحلة مبكرة من حياته تركت أثرها على تكوينهِ النفسي في الكبر. كما كان يكتب مقال في جريدة اسبوعية وهو في الثانوي في فقرة الكشافة.

### القراءة
أحب السميط القراءة منذ صغره حتى أن والده هدده في أكثر من مرة أنه لن يصطحبه إلى السوق فإذا رأى صفحة جريدة أو مجلة ملقاة على الأرض ركض لالتقاطها وقراءتها أثناء المشي وكثيراً ما كان يصطدم بالناس بسبب عدم الانتباه إلى الشارع وقد أمضى فترة طويلة يتردد على مكتبة حولي العامة للقراءة وتتميز بضمها أمهات الكتب، هذه القراءة فتحت عينيه على معلومات مهمة لم تكن متاحة لأقرانه وقراءاته كانت متنوعة حيث شملت العلوم الإسلامية والأديان والسياسة والاقتصاد ومن عادته إذا أمسك بكتاب مهما كانت عدد صفحاته لا يتركه حتى ينهى قراءته وفي بعض الأحيان كان يذهب إلى مكتبة حولي قبل موعد الدوام ليكون أول الداخلين إليها وعندما تغلق أبوابها يكون آخر الخارجين ومعظم أمواله متجهة إلى شراء الكتب من المكتبات خاصة التي كانت تأتي من مصر.
إلى جانب ذلك كان متديناً بطبعه منذ أن كان عمره 6 سنوات حريصاً على الصلوات خاصة صلاة الفجر وكان أهل الحي يطلقون عليه المطوع، كما أن اشتراكه في الكشافة لمدة 7 سنوات ترك في حياته بصمات واضحة من حيث التكوين الإسلامي وتحمل المشاق والصبر على شظف الحياة وبسبب حبه للقراءة وإقباله على مطالعة الفكر المناوئ للإسلام كان بهدف البحث عن الحقيقة وتوسيع مداركه ومعارفه وكان كلما قرأ في النظريات اليسارية والماركسية وغيرها ترسخت في عقله ووجدانه عظمة وأهمية الإسلام وأزداد فخراً وعزاً بالانتماء إليه باعتباره أن في تلك النظريات أفكار وطوباويات وأساطير تصطدم بالفطرة الإنسانية مما كان يدعوه إلى التمسك بالإسلام والدعوة إليه والعمل على نشره حتى أصبح من المؤمنين بأن الإسلام سبق جميع النظريات والحضارات والمدنيات في العمل التطوعي والإنساني وغيره، وقد علل حبه للقراءة وإقباله على مطالعة الفكر المناوئ للإسلام بقوله «كنت اقرأ بهدف البحث وتوسيع مداركي ومعارفي.»

### التعليم والعمل
تخرج من الثانوية العامة عام 1963، وتقدم بطلب انتساب إلى كلية الطب في أمريكا ومصر فجاءه القبول من الجهتين وأثناء هذا سمع من بعض الطلبة يقولون كلية الطب في بغداد لا ينجح فيها أحد – وهو يحب التحدي – فقال «كلية الطب في بغداد لا ينجح فيها أحد أنا أريد أن أنجح فيها!» فذهب إلى بغداد وانتسب إلى كلية الطب فيها وتخرج منها لاحقاً بحصوله على بكالوريوس الطب والجراحة، غادر بعدها إلى جامعة ليفربول في غرب المملكة المتحدة للحصول على دبلوم أمراض المناطق الحارة في أبريل 1974 ثم سافر إلى كندا ليتخصص في مجال الجهاز الهضمي والأمراض الباطنية، ثم عمل متخصصاً في جامعة ماكجل ـ مستشفى مونتريال العام ـ في الأمراض الباطنية ثم في أمراض الجهاز الهضمي كطبيب ممارس من يوليو 1974 إلى ديسمبر 1978 ثم عمل كطبيب متخصص في مستشفى كلية الملكة في لندن من عام 1979 إلى 1980.
ثم عاد إلى الكويت عاملاً فيها بعد سنين الخبرة في الخارج حيث عمل إخصائياً في أمراض الجهاز الهضمي في مستشفى الصباح في الفترة من 1980 - 1983 ونشر العديد من الأبحاث العلمية والطبية في مجال القولون والفحص بالمنظار لأورام السرطان، ومنذ 1983 تفرغ للعمل في جمعية العون المباشر أمينًا عام ثم رئيس مجلس الإدارة حتى 2008، ثم عمل لاحقاً كمدير مركز أبحاث ودراسات العمل الخيري في الكويت.
كان السميط طبيباً إنسانيًا، إذ عُرف عنه تفقده أحوال المرضى في أجنحة مستشفى الصباح - أشهر مستشفيات الكويت - وسؤاله عن ظروفهم وأحوالهم الأسرية والاجتماعية والاقتصادية وسعيه في قضاء حوائجهم وطمئنتهم على حالاتهم الصحية بعد أن ينتهي من عمله المهني رسمياً فقد أحب عمله كثيراً فهو حلم حياته منذ الطفولة ومع قلة الأطباء الكويتيين حينئذ إلا أنه لم يشعر بالتباهي قط، ولما أراد شراء سيارة للذهاب بها إلى العمل وغيره لم يطلب من والده إلا سيارة صغيرة وهي فولكس فاغن وفي هذه المرحلة بعد حصوله على عمل أحب مرضاه وأصبح يعاملهم كمسؤول عنهم سواء بمرضهم أو بقضاء حوائجهم ولم يكتفِ بوقت العمل بل تعداه بأن يزورهم خارج وقت العمل رغم بعد مسافة المستشفى عن منزله كما بادله المرضى نفس الشعور بحبه وخلالها كان بإمكان السميط فتح عيادة خاصة معتمداً على إقبال المرضى فيدر ذلك عليه أموالاً كثيرة لكنه فضل الدعوة والسفر والتنقل في سبيل الدعوة.
من أبحاثه العلمية
- الفتحة بين البنكرياس والقولون ـ نشرت في مجلة الجمعية الطبية الكندية في الفاتح من أبريل عام 1978.
- سرطان بقايا المعدة بعد جراحة القرحة الحميدة ـ بحث قدم في مؤتمر الكلية الملكية للأطباء في كندا ـ مدينة كويبك ـ فبراير 1979.
- الفحص بالمنظار للورم الأميبي بالقولون ـ نشر في مجلة منظار الجهاز الهضمي ـ عدد 3/1985 في الولايات المتحدة الأمريكية.
- دراسة أهمية المنظار الطارئ في حالات نزيف الجهاز الهضمي (تطبيقات في 150 حالة). بحث ألقي في مؤتمر الجهاز الهضمي في مستشفى مونتريال لعام 1978.
- فيتامين (B12) كعامل لعلاج سرطان الكبد (لم ينشر).[34]

### مذهبه الفكري
وعن انتماءاته الفكرية والثقافية فقد تقلب في بعض الجماعات الإسلامية كالتبليغ والإخوان المسلمين وساهموا في تشكيل فكره وتكوين وصياغة طريقه وانتهى به المسار إلى احتراف العمل الخيري التنموي بعد أن شعر بلذة ومتعة مساعدة الآخرين الذين هم في أمس الحاجة إلى الحد الأدنى من ضرورات الحياة وخاصة المجتمعات المهمشة في أفريقيا، فدخوله وتقلبه بين الجماعات كان في غاية الإلتفاف بجماعة تحفظه من الابتعاد عن تعاليم الإسلام بل تأصيلها وترسيخها فيه فلم ينتمي لأي جماعة تنظيماً بل بالقلب وبالعرفان ومنذ أربعين سنة تقريباً انقطعت علاقته مع كل الجماعات الإسلامية وبدأ السير في خط العمل التنموي الخيري.

## التعليم العالي ومواصلة الوعظ والدعوة

### العراق
ذهب السميط إلى بغداد لدراسة الطب متحدياً صعوبة الكلية وتعرف على مجموعة اختارهم كرفقة لهُ بالمنطقة الغربية، ولم تكن الحياة السياسية في العراق كالكويت الهادئة فعرف أصناف من البشر بأنواع مختلفة من الرؤى، وفي بغداد وقعت لهُ حادثة لا ينساها أبداً حيث كان من عادته أن يصلي في بغداد في مسجد أبو حنيفة النعمان فتعرض بسبب حفاظه على صلاة الجماعة للتعذيب على أيدي حزب البعث بعد مرور بضع سنوات من دراسته هناك، ولم تقف الحكاية مع رجال البعث هناك حيث سجن مرتين كانت الأولى في بغداد عام 1970 بسبب نشاطه في المسجد وكاد أن يعدم، والثانية وقعت عام 1990 عندما اعتقلته المخابرات العراقية أثناء غزو العراق للكويت ولم يعرف مصيره وقتها فعذب هناك في بغداد حتى انتزعوا اللحم من وجهه ويديه وقدميه ويقول عـن ذلك:« كنت على يقـين مـن أنني لن أموت إلا في اللحظة التي كتبها الله لي.» ولم تكن بغداد دائمة السواد فبسبب وجوده هناك في بغداد خلال دراسته للطب استلهم فكرة زيارة إفريقيا، وحدث بها أسرته لكنه لم يفصح عن هدف هذه الزيارة هل كان لاكتشافها كرحلاته الكشفية أم للعمل في الميدان الإنساني التنموي والدعوي فيها.
ولم يتناسى السميط بغداد في أزمتها فبعد أن وضعت الحرب الأنجلو أمريكية أوزارها ضد العراق عام 2003 قام بمهمة خيرية لإعانة الشعب العراقي وكانت جمعية العون المباشر قد خصصت مليوني دولار لدعم الطلاب العراقيين الفقراء وإغاثة الأسر المتعففة، وألقى محاضرة في ندوة في قاعة المركز الثقافي الملحق بملجأ العامرية في بغداد وفي تلك الأثناء تعرض إلى حادث مروري في منطقة الكوت - 160 كيلومترًا جنوب شرق بغداد - بعد أن اصطدمت السيارة التي كانت تقله ومرافقيه بشاحنة توقفت فجأة وهو ما أسفر عن إصابته بكسور وجروح متفرقة عولج خلالها في أحد مستشفيات الكوت ثم نقل إلى مستشفى الرازي بالكويت لاستكمال علاجهِ وخرج لاحقاً من المستشفى معافاً.

### كندا
استغل السميط ذهابه إلى جامعة ماكجيل لدراسة الجهاز الهضمي في كندا وقته ووقت أسرته بالتعرف على المقيمين من المسلمين من أهل البلد أو المهاجرين من جميع الجنسيات وجميع المستويات وكذلك الطلبة الدارسين في مونتريال واستطاع أن يساهم في إنشاء تجمع يربط هؤلاء وكثيراً ما استضافهم في بيته أو في رحلات عائلية أو جماعية كونت روابط بين المجموعات وأثرت تلك التجمعات في مجالات حياتهم وأنشطتهم وصارت قراءة كتب العلوم الإسلامية أصلاً في كل لقاء كما استطاعت المجموعة من إنشاء بتبرع من تاجر مسجد فاطمة القديم الذي تم ترميمه بسواعدهم ليصبح مكاناً لتجمع المسلمين وعليه شاهد بمن تبرع به وساهم بترميمه.

### بريطانيا
في سبيل إكمال السميط تعليمه العالي شد رحالهِ إلى بريطانيا ومعه انتقلت الهمة إلى هناك أيضاً حيث ساهم بإنعاش مركزاً إسلامياً باللقاءات والدروس والرحلات – مركز الرعاية الإسلامية – حيث تلتقي فيه الجنسيات المختلفة من المسلمين وتجمعهم المودة رغم اختلاف المستويات العلمية والاجتماعية وخلالها زار السجون والتقى بالمساجين من المسلمين وكم تألم لأحوالهم مهما كان سبب سجنهم أو الذي قاموا به فقد تكون الظروف المجتمعية حولهم هي الدافع كما رأى أو قد يكونون مدفوعين من آخرين وهؤلاء قد يفهمون معنى الوطنية فهماً خاطئاً فيكون السجن مصيره كالسجين الفلسطيني كما كان السميط يزور مركزاً للأيتام كان يستقبل طلبة فلسطينيين ليربطهم بأصلهم وأخلاقهم ودينهم حتى لا ينسلخوا عنها بسبب إقامتهم بتلك البلاد.

### الانضباط الديني
كان ممن تشغله قضية تحري الحلال والحرام فقد أمضى 5 سنوات في كندا و3 سنوات في بريطانيا لم يدخل خلالها المطاعم ولم يتناول مأكولاتها خشية الحرام حتى الجبن لا يتناوله خاصة بعد أن اكتشف أنهم يستخدمون في صناعته مادة الرنيت أحياناً ومصدرها الخنزير أو أبقار لم تذبح حسب الشريعة الإسلامية وعندما زارهم يوسف القرضاوي سألوه عن أكل هذه الأجبان فأجازها واحتراماً منه لرأي الشيخ وتقديراً لمكانته ذهب إلى السوق واشترى جبناً لأبنائه ولكنه لم يأكل منه.

## إفريقيا

### مساعدة المحتاجين
كانت بداية رحلته مع العطف على الفقراء أنه لما كان طالباً في المرحلة الثانوية في الكويت وكان يرى العمال الفقراء ينتظرون في حر الكويت الشديد حتى تأتي المواصلات تقلهم ما كان منه إلا أنه جمع هو واصدقائه المال واشترى سيارة قديمة ويوصل كل يوم هؤلاء العمال مجاناً رحمة بهم من حر الكويت، وفي الجامعة كان يخصص الجزء الأكبر من مصروفهِ لشراء الكتيبات الإسلامية ليقوم بتوزيعها على المساجد وعندما حصل على منحة دراسية قدرها 42 دينارًا كان لا يأكل إلا وجبة واحدة وكان يستكثر على نفسه أن ينام على سرير رغم أن ثمنه لا يتجاوز دينارين معتبراً ذلك نوعاً من الرفاهية وأثناء دراساته العليا في الغرب كان يجمع من كل طالب مسلم دولارًا شهرياً ثم يقوم بطباعة الكتيبات ويقوم بتوصيلها إلى جنوب شرق آسيا وأفريقيا وغير ذلك من أعمال المساعدات والتنمية والتعليم.
استمرت معه عادته وحرصه على الوقوف إلى جانب المعوزين وأصحاب الحاجة حينما شعر بخطر المجاعة يهدد المسلمين في إفريقيا، وأدرك انتشار حملات التبشير التي تنتشر صفوف فقرائهم في أدغال القارة السوداء، وعلى إثر ذلك آثر أن يترك عمله الطبي طواعية ليجسد مشروعاً تنموياً في مواجهة غول الفقر والجهل واستقطب معه فريقاً من المتطوعين الذين انخرطوا في تدشين هذا المشروع الإنساني الذي تتمثل معالمه في مداواة المرضى وتضميد جراح المنكوبين ومواساة الفقراء والمحتاجين والمسح على رأس اليتيم وإطعام الجائعين وإغاثة الملهوفين.

### ملاوي
كان السميط من المؤمنين بأن دين الإسلام سبق جميع النظريات والحضارات والمدنيات في العمل التطوعي الاجتماعي والإنساني، وتعود قصة ولعه بالعمل في أفريقيا حين عاد إلى الكويت في أعقاب استكمال دراساته العليا حيث كمنت في داخلهِ طاقة خيرية أراد تفعيلها فذهب إلى وزارة الأوقاف وعرض على المسؤولين رغبته في التطوع للمشاركة في الأعمال المانحة غير أن البيروقراطية الرسمية كادت أن تحبطه وتقتل حماسه لكن قُدّر له أن سافر إلى أفريقيا لبناء مسجد لإحدى المحسنات الكويتيات في ملاوي فرأى ملايين البشر يقتلهم الجوع والفقر والجهل والمرض ويعيشون على مساعدات البعثات التبشيرية ومن ثم وقع حب هذه البقعة في قلبهِ ووجدانه وسيطرت على تفكيره.
بدأ السميط من الصفر وكانت أمنيته أن يعمل بإفريقيا منذ أن كان بالدراسة الثانوية فكان يتمنى أن ينتهي من دراسة الطب ثم يذهب إلى أفريقيا وتحقق له هذا الحلم بسبب تبرع إحدى المحسنات في الكويت وهي زوجة جابر الأحمد الصباح أمير الكويت السابق، والتي طلبت منهُ أن يبني لها مسجدا خارج الكويت وفي بلد فقير فبنى لها مسجد في جمهورية ملاوي في أفريقيا وهناك رأى المبشرين الأوروبيين متمكنين بالعمل المنحي وقد بنوا للسكّان عدّة كنائس أما المساجد فإن وجد أحدها يكون غالبًا صغير الحجم ومبني من القش ويتعرض في بعض الأحيان لنهش الأبقار من شدة جوعها والإمام فيه لا يقرأ الفاتحة والناس عراة، وهناك أناس لا تلقى شيء تأكله؛ الوجبة عندهم هي السيما عبارة عن نبات الذرة فقط، فاستمر هو وزوجته في جمهورية ملاوي ثم رحلا إلى أربعين دولة في أفريقيا وبنيا فيها المساجد والمراكز ودور الأيتام والمستوصفات.
وكان من أسباب اهتمام السميط بإفريقيا دراسة ميدانية للجنة أكدت أن ملايين المسلمين في القارة السوداء لا يعرفون عن الإسلام إلا خرافات وأساطير لا أساس لها من الصحة فغالبيتهم خاصة أطفالهم في المدارس عرضة للتنصير والتحول إلى المسيحية وهذا ما حدث بالفعل فقد نتج عن ذلك أن عشرات الآلاف من السكان في تنزانيا وملاوي ومدغشقر وجنوب السودان وكينيا والنيجر وغيرها من الدول الأفريقية اعتنقوا المسيحية بينما بقي آباؤهم وأمهاتهم على الإسلام.
ترك السميط حياة الرفاهية بعد حصولهِ على شهادة الطب وما تحققه هذه المهنة من دخل كبير وآثر حياة المخاطر من أجل نشر الإسلام القائم على التوحيد في أفريقيا أفقر قارات العالم وأكثرها توترا، بعد أن تحركت مشاعر الرحمة في قلبه فبسببه أسلم ملايين البشر في قرى نائية في أفريقيا وبسببه سلطت الأضواء على ما تعانيه أفريقيا من فقر فهبت الشعوب المسلمة في مساعدتها فأصبح اسمه مربوطاً بهذه القارة بعد أن نقل عمله من عمل فردي إلى عمل مؤسسي قائم تمثل أولاً في جمعية مسلمي أفريقيا التابعة للجنة النجاة الخيرية ثم استقل بجمعية متخصصة لها صفتها الرسمية الخيرية أطلق عليها اسم جمعية العون المباشر، لم يتعذر بالإمكانيات المتواضعة في بداية عمله الخيري بل غامر موقناً بأن العمل سيجلب له الإمكانيات التي ستعينه ضارباً مثل في حب الدعوة ونشرها من خلال العمل الخيري حتى ولو كانت الشعوب المستهدفة شعوباً لا يفهم لغتها ولا يفهم عاداتها وتقاليدها.
كانت لهُ رؤية تتلخص في أن مواجهة المجاعات والكوارث في أفريقيا ليست مهمة الدول والصناديق الدولية فقط بل هي أيضاً مهمة الأفراد الذين يساهمون بالقليل جداً من المال بهذه القناعة اتجه نحو الجماهير وفتح لهم باب المشاركة فيما كانوا يظنون أنه أكبر من طاقتهم، اقنع السميط تلك الجماهير المانحة بأنهم ليسوا مجرد متفرجين فالدينار الواحد والريال الواحد والدرهم الواحد والليرة الواحدة والجنيه الواحد والروبية الواحدة هذه المبالغ الصغيرة قادرة على تغيير قارة أفريقيا ونقلها من الضعف إلى القوة ومن الفقر إلى الغنى، كثيرون كانوا يبتسمون عند سماعه ويعتبرونه مجرد شخص متحمس وبعد مرور ثلاثين عاماً شُهد له بصحة تلك الرؤية فهذه المبالغ الصغيرة أقامت الجامعات والمدارس وأغاثت مجاعات لا حصر لها وآوت في مراكز الأيتام مئات الألوف من الأطفال الذين يكونون اليوم جيلاً كاملاً في 28 دولة أفريقية. كما كان يرى أن العمل التربوي من أهم الوسائل التي تحقق الهدف في بناء الإنسان، وأن تغيير الأوطان يبدأ بتنمية الإنسان وكانت هذه رسالة السميط التي عاش من أجلها ومات عليها.

### التطبيق
بدأ السميط عمله الخيري والدعوي والتنموي بدايات بسيطة في دولة الكويت حيث غلفه بطموحات كبرى، كان ذلك في أواخر السبعينيات الميلادية من القرن الـ 20 وكما هي العادة الدنيوية والنواميس الكونية للبدايات ففيها تكون التحديات والصعوبات والأبواب المغلقة، ثلاث أشهر من العمل الجاد والتواصل الكبير مع الناس في بلد غني مثل الكويت ومع ذلك لم يستطع السميط إلا أن يجمع ألف دولار فقط، خاب أمله ومع ذلك لم يرفع العلم الأبيض ولكنه غير الإستراتيجية فتحول من مخاطبة الأغنياء والأثرياء إلى مخاطبة الطبقة الوسطى هناك وتحديداً الشريحة النسوية فكانت كنزه المفقود ففتحت عليه أبواب الخير بعد ثلاثة أشهر عجاف وانطلق بكل قوة نحو حلمه في تنمية وتغيير وتطوير القارة السمراء ذلك المكان الموحش للبعض ولكنه للأنفس التي تعشق التحدي والمغامرة وتطلبها مشوق، فكان ذلك النجاح المدوي بكل المقاييس. فكانت كل أمواله يجمعها من تبرعات الناس العادية ولم يحصل على شيء من الدولة.

السميط عاملاً في إحدى مراكز جمعية العون المباشر في أفريقيا.

لم يترك السميط حياة الراحة والدعة والحياة الرغيدة وأقام في أفريقيا وحده بل كانت مع زوجته وذلك في بيت متواضع في قرية مناكارا بجوار قبائل الأنتيمور يمارسان التنمية والتعليم والدعوة للإسلام بنفسيهما، دعوة طابعها العمل الإنساني الذي يكرس مبدأ الرحمة فيجتذب ألوف الناس لدين الإسلام ويعيشان بين الناس في القرى والغابات ويقدمان لهم الخدمات الطبية والاجتماعية والتعليمية، بل زرع السميط حب العطاء وفن القيادة في من حوله وكان من أبرز من التقط هذا المنهج حرمه أم صهيب التي تبرعت بجميع إرثها لصالح العمل الخيري، وهي أيضاً قائدة بارزة في مجالها فقد أسست الكثير من الأعمال التعليمية والتنموية وتديرها بنفسها وهي بدعمها ومؤازرتها أحد أسرار نجاح السميط أيضاً وهذه أحد تفاعلات النجاح وخلطاته السحرية حيث النجاح الجماعي وحيث يكون التكامل.
كان في عمله هناك يركب السيارة لمدة عشرين ساعة بل وأكثر حتى يصل إلى الأماكن النائية وأحياناً يكون سيراً على الأقدام في الوحل والمستنقعات بل وتعرض للأذى المعنوي هو وزوجته وأبنائه؛ ففى مرة من المرات مر على مجموعة مجتمعة فجلس قريباً منهم من التعب الذي حل به من طول السير وفجأة فوجئ بالناس واحداً واحداً يأتون ويبصقون على وجهه وبعد ذلك اكتشف أنها كانت محاكمة في القبيلة وممنوع على الغرباء أن يحضروها، وفي مرة من المرات دخل مع زوجته إلى قبيلة من القبائل فتعجب الناس من ارتدائها للحجاب وكادوا أن يفتكوا بها لولا أنها انطلقت تجري إلى السيارة.

كان أكثر ما يؤثر فيهِ إلى حد البكاء حينما يذهب إلى منطقة ويدخل بعض أبنائها في الإسلام ثم يصرخون ويبكون على آبائهم وأمهاتهم الذين ماتوا على غير الإسلام وهم يسألون: أين أنتم يا مسلمون؟ ولماذا تأخرتم عنا كل هذه السنين؟ كانت هذه الكلمات تجعله يبكي بمرارة ويشعر بجزء من المسؤولية تجاه هؤلاء الذين ماتوا على غير الإسلام فقطع على نفسه العهد أن يمضي بقية عمره في الدعوة إلى الإسلام هناك، كان كثيراً ما يتنقل براً وقد حدث أن سافر بالقطار في أكثر من أربعين ساعة بفتات الخبز وقام بالزيارات التي يقطع فيها الساعات بين طرق وعرة وغابات مظلمة مخيفة وأنهار موحشة في قوارب صغيرة ومستنقعات منتنة كان هم الدعوة شغله الشاغل حتى في اللقمة التي يأكلها فإذا وصل إلى قرية واجتمع أهلها قال لهم:
كلمات يسيرة يدخل بها أعداد منهم إلى دين الإسلام كما كانت طرقه للدعوة كثيرة ومتنوعة منها أنه كان يحمل معه ملابس ليقدمها هدية لملوك القرى تأليفاً لقلوبهم والحلوى لأطفال القرى من أجل إدخال السرور على نفوسهم.

إضافة إلى أنه كان شخصاً ملماً بحياة القرى والقبائل الأفريقية وعاداتهم وتقاليدهم فالداعية الحق هو الذي يعرف طبيعة من يدعوهم وتميز أيضاً بمحاسبة من يعمل معه بكل دقة ويقف بنفسه حتى على طعام الأيتام وكان يقول:
 وفي كل مساء عندما يرخى الليل سدوله يقف على الحلقات المستديرة التي تجمع فيها الأيتام يقرأون القرآن وهو ينتقل من حلقة إلى أخرى ليطمئن على حفظهم للقرآن ويبتسم في وجوهم فضلاً عن خروجه بعد العشاء ليطمئن عليهم هل ناموا. كان يقول لمن يسأله عن صنعه:

عبد الرحمن السميط ممسكاً بطفل يعاني من المجاعة. كان السميط شخصاً ملماً بحياة القرى والقبائل الأفريقيا وعاداتهم وتقاليدهم، فالداعية الحق هو الذي يعرف طبيعة من يدعوهم فليس كل داعية يصلح للدعوة في كل مكان، بل لابد من مواصفات معينة يسبقها العلم التام بطبيعة المدعوين وأحوالهم. (فهد السنيدي)

نادراً ما كان يقدم المال للفقراء ولكنه يقدم مشروعات تنموية صغيرة مثل فتح بقالات أو تقديم مكائن خياطة أو إقامة مزارع سمكية فهذه تدر دخلاً للناس وتنتشلهم من الفقر وغالباً ما تترك أبلغ الأثر في نفوسهم، أثمرت جهوده عن إسلام ما لا يقل عن 10 ملايين إنسان وعشرات الألوف من القبائل بأكملها وزعماء قبائل ودعـاة لأديان أخرى أسلموا وتحولوا إلى دعـاة للإسلام أنقذهـم هو وساهم في مد يد العون لهم من خلال توفير المسكن والعمل والمستشفيات والمدارس وغيرها من الاحتياجات.
فقد أسلم على يديه وعبر جهوده وجهود فريق العمل الطموح الذي يرافقه أكثر من سبعة ملايين شخص في قارة إفريقيا فقط وأصبحت جمعية العون المباشر التي أسسها هناك أكبر منظمة عالمية في أفريقيا كلها يدرس في منشآتها التعليمية أكثر من نصف مليون طالب وتمتلك أكثر من أربع جامعات وعدداً كبيراً من الإذاعات والمطبوعات وقامت بحفر وتأسيس أكثر من (8600) بئر وإعداد وتدريب أكثر من (4000) داعية ومعلم ومفكر خلال هذه الفترة وقلب الآلاف من طالبي الصدقة والزكاة إلى منفقين لها فقد استطاع تطبيق المنهج الإسلامي الواسع في التنمية المستدامة للأمم والشعوب، أسلمت هذه الأعداد لما رأوا من أخلاقه وحبه للفقراء في الوقت الذي كانت فيه بعض الجمعيات التبشيريه البروتستنتيه لاتعطي الطعام أو تعالج الفقراء إلا أن تشترط عليهم الدخول في المسيحية، بل حتى كان يعرف أنه سكن في هذه المنطقة الأفريقية أو زار تلك من خلال التغييرات التي حصلت فيها فتميز بإسهاماته الفاعلة في نشر الدعوة وإغاثة المجتمعات الإفريقية الفقيرة لاسيما في فترات الجفاف وحرصه على الوصول إلى المحتاجين في أبعد المواقع متحملاً قسوة الظروف المناخية والجغرافية فكان داعية بعلمه وعمله وبخلقه وزهده فلم يبغ من الدعوة إلا مرضاة خالقه من باب خدمة خلقه فلم يسمح لكسب شخصي أو هدف سياسي أو إنتماء حزبي أن يشوب نقاء دعوته أو يشوّه صفاء عباءته، كانت زياراته في أفريقيا لا تتوقف في العواصم ولا تعرف الراحة في فنادق المدن الكبيرة بل ينتقل من المطار إلى القرية المقصودة مباشرة ولساعات طويلة من المسير المرهق فكأنه في سباق مع دقات الساعة.
ولديه قناعة قارة في نفسه وهي أن المسلمين وصلوا إلى أفريقيا قبل أن يصلوا إلى المدينة المنورة، فهناك - كما يوضح هو - مسجد في جزيرة بتي في كينيا عمره 1320 سنة وغيره مسجد في زنجبار اكتشفته بعثة بريطانية عمره 1370 سنة وما زالت حتى الآن أطلاله موجودة هناك وهناك العشرات بل المئات المساجد موجودة في أفريقيا خصوصاً في الساحل الشرقي الذي يبدي فيه اهتماماً كبيراً فعمرها أكثر من ألف سنة ووجد قبراً لمسلم في زيمبابوي قديم قدم التاريخ هو الآخر.
وسؤل ذات مرة لماذا أفريقا وهي قارة متخلفة والعمل فيها مضني والأثر لا يتناسب مع الجهد وهناك أماكن كأمريكا قابلة للدعوة، أجاب «أولاً أن الله سخره واختاره لذلك ولعل القليل من الناس القادر على تحمل تلك المشاق وقد يسخر الله غيره لدول أخرى» فقد بدى عليه عشق إفريقيا وأحب شعوبها كما كان يتمنى أن يموت فيها فأعطى الدعوة والعمل الإنساني كل وقته وكل فكره وكل صحته طمعاً أن يعمل أجيراً عند الله يدل التائهين.

### الصومال
عندما اندلعت الحرب في الصومال كان في طلائع من هبوا لنجدة الصوماليين ولا سيما فئة الشباب التي كانت معرضة لخطر الجهل والضياع، تعلم الصوماليين القراءة والكتابة في مدارس جمعية العون المباشر وحصل كثير من الطلبة على مؤهلات علمية عالية على نفقة السميط وجمعيته، ليس هذا فحسب بل يمكن القول دون مبالغة أنه هو مهندس النظام التعليمي المعمول به حالياً في الصومال ومنشيء الكوادر التي وضعت الحجر الأساس للمؤسسات التعليمية الأهلية المنتشرة في رحابها كما كان من أوئل من طالب بإعادة إحياء دور الكوادر المحلية وتشجعهم على المشاركة في تنمية المجتمع الصومالي من خلال تربية وتعليم الجيل الناشئ.
ففي أوائل التسعينيات بدأ السميط في الصومال حملة التعليم يقضي على العنف تم من خلالها ترميم وإعادة فتح كبريات المدارس في العاصمة مقديشو وجعل التعليم فيها مجاناً، لما عاد أبناء منطقة في الضاحية الجنوبية لمقديشو إلى بيوتهم بعد عام تقريباً من النزوح نتيجة الحرب التي أعقبت سقوط نظام سياد بري لم يكن يعرف كثير منهم من أين يبدأ ومتى يعود إلى صفوف الدراسة فقد أغلقت المدارس أبوابها وطال التدمير والنهب جميع المؤسسات التعليمية في البلاد ولم يبق أمام هؤلاء سوى حمل السلاح والانخراط في صفوف المليشيات وأما من حالفهم الحظ فلزموا بيوتهم إلا أنهم كانوا على يقين بأنهم على شفا جرف هار ما لم تتغير الأوضاع في البلاد سريعاً.
بقي أبناء المنطقة في هذه الأجواء الحزينة حتى جاءهم الغيث من دولة الكويت وتم افتتاح رسمياً مكتب لجمعية العون المباشر في مقديشو حيث أعلن القائمون عليها رغبتهم في إعادة فتح مدرسة وذجر الثانوية أكبر المدارس في تلك المنطقة لكن لم تكن مهمة فتح المدارس سهلة إذ كانت سلطة أمراء الحرب بالمرصاد لخشيتهم أن تحول دون انضمام شباب جدد في صفوفهم فبدأ أحد أمراء الحرب في المدينة يضع العراقيل أمام الجمعية لكن عزيمة الجمعية ورغبتها بإنجاز الخطة كانت أقوى من العقبات إذ طرقت جميع الأبواب وفعلت الممكن والمستحيل كي تفتح المدرسة أبوبها لأبناء المدينة الذين كانوا على وشك الضياع والانزلاق في أتون الحرب.
وفي عام 1993 أعيد فتح المدرسة والتحق بصفوف الدراسة عدد كبير من شباب المنطقة، بدأت حركة التعليم في المدرسة بالحماس والهمة وكان هاجس الطلبة الوحيد هو إمكانية حصولهم على الدراسة الثانوية بعد الانتهاء من المرحلة الأساسية غير أن هذه المخاوف تبددت حين زار فارح شيخ عبد القادر – وزير الدولة في الشؤون الرئاسية الحالي ورئيس مكتب جمعية العون المباشر في الصومال سابقاً – المدرسة وطمأن الطلاب بأن الجمعية لن تتخلى عن أبنائها وهي مستعدة لأن تقف إلى جانبهام حتى نهاية المشوار، وبالفعل لم تخلف الجمعية وعدها وحققت أمنيات كثير من الصوماليين، وقد تدرج الكثيرون في السلم الأكاديمي من الإعدادية إلى الجامعة على نفقه السميط، هذه المجموعة تعمل اليوم في مؤسسات وشركات محلية ودولية كبيرة بعد أن نالت أعلى الشهادات والمؤهلات العلمية.

### كينيا

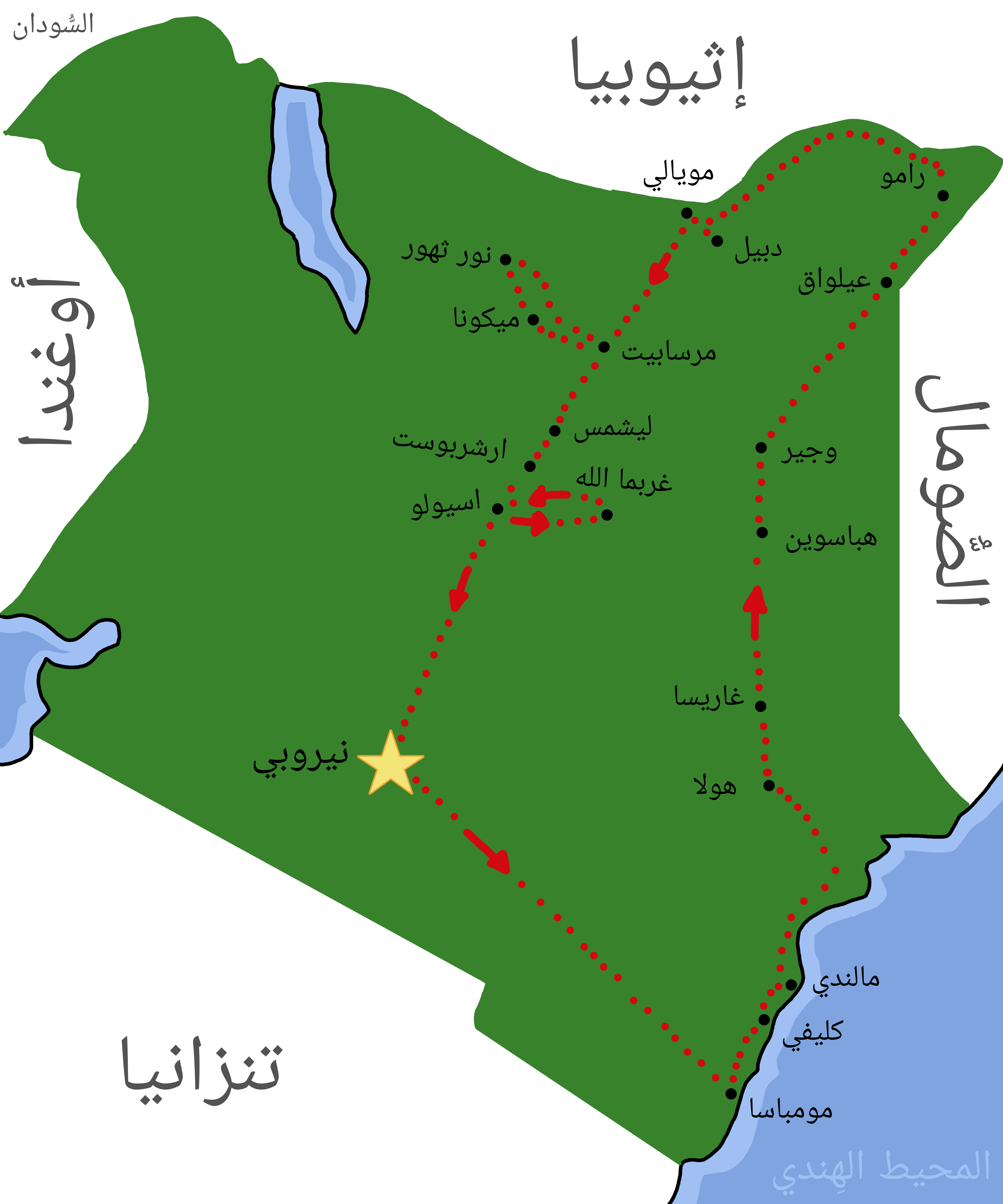
خريطةٌ توضح سير رحلات عبد الرحمن السميط في دولة كينيا.

كانت كينيا بالنسبة للسميط مستقراً لفترات طويلة خلال العام حيث كان يشغل منصب المستشار الصحي لسفارة دولة الكويت بنيروبي وكان لديه سكن دائم بمقر السفارة بالعاصمة الكينية وكان يتردد على فرع الجمعية بها بأربع زيارات سنوياً لا تقل الواحدة منها عن شهر، وذات مرة كلف السميط رئيس قسم الرعاية الاجتماعية للجمعية في كينيا بتأسيس فريق كشافة للأيتام؛ حيث كان مقر الكشافة الدولية في نيروبي فتم تأسيس أول فريق كشفي للأيتام عام 2001 مكون من ثلاثين يتيماً من أيتام مراكز غربتلا ولامو وكجيادو وفي أحد المخيمات وقف أحد الأيتام في فريق الكشافة مزهواً بملابس الكشافة وهو يقول: «أتمنى أن أكون ضابطاً ولو كان أبي على قيد الحياة لما استطاع أن يشتري لي هذه الملابس أو أن يدفع عني كلفة هذه الرحلة ولكن العون المباشر استطاعت.»
كانت مثل هذه المواقف تستوقف السميط ويقف عندها ويوثقها ويطلب إنجاز تقارير عن الأيتام وخاصة في مجال النشاطات التربوية ويقرأها بعناية ويوصي العاملين معه بقوله: «نحن هنا أنا وأنتم لخدمة هؤلاء الأيتام.» ومن المواقف التي سعد بها أيما سعادة هو أنه زار الجمعية أحد الأيتام طالباً بعض الأدوات الدراسية التي كانت مرتفعة القيمة وهو في السنة الأخيرة في الثانوية فقال له أحد العاملين بالجمعية «سنشتري لك كل ما تريد لكن بشرط أن تعدنا بالتفوق» فأجاب الطالب «أعدك أن ترى صورتي في الصفحة الأولى بالجريدة الرسمية عندما أحصل على أحد المراكز الأولى.» وقد كان ما قال فقد تخرج بتفوق من كلية الطب لاحقاً.
بعض القبائل المسلمة في غرب أفريقيا فرحت بالسميط كعربي مسلم يزورهم وأهدوه ثوباً ملكياً ونصبوه ملكاً عليهم وعرضوا عليه جارية لخدمته لكنه رفض، وفي زيارة له إلى قرية في سوازيلاند لحفر بئر هناك وجد محكمة تقليدية منعقدة تحت شجرة ولأنه لا يعرف العادات وقف احتراماً للمحكمة ويبدو أن هذه جريمة في عرفهم فمروا في طابور يبصقون عليه أو يقذفون حرابهم بين أرجله وقالوا إن المفروض أن يحاكمونه لإهانته عاداتهم، طبعاً لم يحفر السميط البئر ولم يرجع مرة أخرى لهذه القرية، وقد عرض عليه الزواج أكثر من مرة من بنات زعماء إلا أنه مشغول بما هو أهم وهو الدعوة ومن تزوج بالدعوة لا وقت له للزواج من بنات الناس كما يقول.

### مملكة مومياس
في كل سنة يكتشف السميط قبيلة أو اثنتين كان آباؤهم على دين الإسلام ولكن بسبب انقطاع الدعاة عنهم أو بسبب تصرفات رعناء لدعاة لا يعرفون الحكمة تحولوا للوثنية، وقد اكتشف قبيلة اللهويا ثاني أكبر قبيلة في كينيا إذ أسلمت قبل حوالي 140 سنة وأقامت مملكة إسلامية هي مملكة مومياس الإسلامية لكن بسبب عدم قيام الدعاة بواجبهم بدأ الانحراف فيها حتى وصلت نسبة الإسلام بينهم إلى 2% وتحتاج إلى برنامج دعوى ضخم وإمكانيات هائلة تشمل فتح مدارس ومعاهد وتعيين دعاة وشراء وسائل مواصلات ودعم للطلبة المسلمين في الثانويات والجامعات وترجمة الكتب وأمور أخرى كثيرة وقال السميط:« أنا على يقين بأنه لو توفرت الإمكانيات لأستطعنا أن نحقق خططنا خلال 25 عاماً، ونعيد الملايين إلى الإسلام، ولكن أكرر إن هذا يحتاج إلى إمكانيات مالية وبشرية هائلة ولكن الأمل كبير في تعاطف أخواننا المسلمين.»

### مدغشقر
مدغشقر هاجر إليها الدكتور عبد الرحمن السميط هو وزوجته أم صهيب بشكل نهائي للتفرغ لدعوة قبائل الأنتيمور ومتابعة أنشطة جمعية العون المباشر في أفريقيا، ومنذ سنوات قاده حب الاستطلاع لزيارة قرية نائية اسمها مكة ثم بدأ بحثاً علمياً موسعاً عن قبيلة الأنتيمور ذات الأصول العربية وهي نموذج من العرب والمسلمين الضائعين في أفريقيا مثلهم قبيلة الغبرا في شمال كينيا وقبيلة البورانا في جنوب إثيوبيا وبعض قبيلة السكلافا في غرب مدغشقر وقبيلة الفارمبا في جنوب زيمبابوي توجب عليه إنقاذهم من الضلال والشرك خاصة وأن أغلبهم ذوو أصول إسلامية وشعوراً بعظم المسؤولية قرر أن يقضي أغلب وقته وأنذر ما تبقى من حياته لصالح قبيلة الأنتيمور رغم أن الطريق ليس سهلاً.
استقر السميط بينهم وبنى بيتاً له لكي يخدم الدعوة في هذه الأصقاع، قام بعمل أمور كثيرة في خدمة هذه القبيلة من بناء مساجد وكفالة أيتام ودعوة وتعليم وصحة وحفر آبار وإنشاء مقبرة للمسلمين لعدم توافر واحدة هناك كل هذا تحت عنوان مشروعه التنموي المسمى بـ أسلمة قبائل الأنتمور فقد تفرغ لهم وللدعوة وقرر العيش وسط قبيلة الأنتيمور ذات الأصل العربي المسلم التي فقدت هويتها وضاع منها دينها وتحولت إلى الوثنية، فأصلها حسب رواياتهم من مدينة جدة غرب شبه الجزيرة العربية من ساحل تهامة وهاجرت قبل 800 سنة إلى جنوب شرق مدغشقر ولم يبق لها من الإسلام إلا تحريم أكل لحم الخنزير وكراهية الكلب وكتابة كتابهم المقدس بالحروف العربية ولكن بلغتهم، نسيهم الدعاة فنسوا دينهم وعبدوا الأحجار والأشجار فقرر السميط أن يعيش بينهم في منطقة نائية ينعدم فيها كثير من الخدمات لمساعدتهم على العودة إلى دينهم واستعادة هويتهم خاصة وأن عددهم نصف مليون وهم بحاجة إلى جهود كبيرة وأموال كثيرة بعلم أن الكنيسة بدأت العمل بينهم منذ 110 سنوات وقد وضع خطة لنشر الإسلام بينهم لمدة 25 سنة وهو بصدد جمع مبلغ 50 مليون ريال وقفاً على المسلمين الضائعين من أمثالهم ومن ريع هذا المبلغ سينفق على رواتب الدعاة والقوافل والدورات الدعوية وكفالة الطلبة في المدارس والجامعات والأيتام وحفر الآبار وتنمية المنطقة دعوياً وتعليمياً واقتصادياً وصحياً.

السميط في لقاء مع فهد السنيدي على قناة المجد الذي يعد اللقاء الأكثر شهره للسميط على التلفاز.

والنتيجة أن أسلم عشرات الألوف من أبناء هذه القبيلة ومعدل تكلفة هداية الشخص الواحد فيهم للإسلام 312 ريالاً سعودياً وقيمة السهم الواحد في هذا الوقف 3125 ريالاً سعودياً وهم بحاجة ماسة إلى كفالة المزيد من الدعاة حتى يسهموا في هداية هذه القبيلة إلى الإسلام وطبع وترجمة الكتيبات وبناء دور الأيتام وحفر الآبار، كانت مدغشقر هي آخر بلد عمل بها السميط فقد قلبت عليه بعض الجمعيات التبشيريه الحكومة حتى طرد من البلد ومنع من العمل الخيري ومنعت عنه التبرعات الخارجية حتى التبرعات من الملابس والحجة كانت أنه مشتبه به أن يكون داعماً للإرهاب.

وسئل مرة متى النهاية؟ فقال:
 كرس حياته وجميعته جمعية العون المباشر والجمعية الخيرية الدعوية للدعوة في القارة الإفريقية وقد أثمر هذا الكفاح الطويل عن نتائج كبيرة فهناك آلاف الدعاة الذين يعملون في جمعية العون المباشر وهم ممن أسلم على يده وأصبحوا دعاة الإسلام ومنهم قساوسة ورجال دين نصارى اعتنقوا الإسلام.
إنه شخص ترك الدنيا وراءه وانطلق إلى الأمام في خدمة المسلمين في أنحاء العالم ضحى بشبابه وعمره من أجل الفقراء والضعفاء والمساكين وارتبط بهم وعاش معهم، ارتبط اسمه بالقارة الأفريقية وصار معروفاً لدى الكثير من دول القارة السمراء، عاش فيها كداعية ومربي وأب للأيتام عايش حالة الناس فيها وساهم في تخفيف معاناتهم وتعرض للاخطار حتى كاد أن يفقد حياته من أجل قلوب الضعفاء والمساكين لولا أن تتداركته رحمة من ربه بسب دعاء آلاف المساكين نجا وتمكن من العيش سنوات وسنوات رغم كل تلك المخاطر، استطاع رسم أروع صور التضحية في العالم الإسلامي حتى استحق أن يلقب بـأبو أفريقيا العربي فهو أب برحمته وحنانه وعطفه على الضعفاء والمساكين وطبيب بارع في دراسته وعمله وداعية إلى الله وإداري ناجح في مشاريعه وإدارته للمؤسسة العون المباشر لجنة مسلمي أفريقيا.

## الحالة الأسرية
تزوج السميط بعد سنة ونصف من تخرجه من كلية الطب في بغداد من أم صهيب المتخرجة من كلية التجارة تخصص محاسبة من المعهد التطبيقي في الكويت، عندما كان أبناء السميط أطفالاً كانت مرافقته لهم في عطلهم المدرسية هي فرصته لكي يتعرف عليهم ويتعرفوا عليه لأن الصغار منهم لا يتذكرونه إذا جاء إليهم من أفريقيا هربوا في أرجاء البيت منكرين شخصيته، أما لاحقاً فقد كبروا وتخرجوا جميعاً، ابنه الأصغر عبد الله تخرج طبيباً بيطرياً وأحب الدعوة في أفريقيا ومارسها لسنوات منذ صغره، ولاحظ السميط رغبته في العمل في ميدان الدعوة، وتحقق ما صبى إليه حيث تسلم عبد الله السميط حالياً الإدارة العامة لجمعية العون المباشر، فهو الرجل الأول فيها الآن خلفاً لوالده، ليس فقط الأبناء من أحب الدعوة والعمل بها بل حتى الأحفاد، فقد روى المقربون من أسرة السميط أنه اصطحب حفيدته ذات 13 عاماً إلى أفريقيا تدعوا معه إلى الله، لتفوقها في دراستها، فكانت الهدية مصاحبتها له هناك، استطاع السميط زرع العطاء والقيادة فيمن حوله وكان من أبرز من التقط هذا المنهج حرمه أم صهيب التي تبرعت بجميع إرثها لصالح العمل الخيري، وهي أيضاً قائدة في مجالها فقد أسست الكثير من الأعمال التعليمية والتنموية التي تديرها شخصياً، وتأثر به أبنائه أيضاً حتى أن ابنته عندما تزوجت شرطت على زوجها أن يذهبا مرافقين لوالدها في رحلة عمل خيري في أدغال أفريقيا،
ولا يمكن أيضاً إهمال أهل الداعية إطلاقاً مالم يتم إشراكهم بالعمل حتى يعرفوا قيمته فإن المنزل يتحول إلى قطعة من الجحيم، قامت زوجة السميط - أم صهيب - بتربية أولادهما الخمسة خلال غيابه عنهم وتحملت عبئاً ثقيلاً دون أن تشتكى أو تنبس بكلمه، ولولا زوجته لما استطاع أن يتفرغ للعمل الخيري، كما استطاع السميط وزوجته أم صهيب من تكوين أسرة شديدة البر بوالديهم وظهر ذلك في ملازمتهم له خلال فترة مرضه ومشاركته رحلاته رغم المسؤوليات على كل منهم، فأول من آمن بعمله وشاركه فيه وضحى مثله بالدنيا أسرته، زوجته وأولاده وهذا توفيق قلما يحظى به من العاملين إذ نجد أسرهم بعيدة عنهم حتى وإن رافقتهم وأيدتهم وساندتهم لكنها لا تصل إلى القدر الذي وصل إليه أبو صهيب إذا انتقلت معه إلى أفريقيا هاجرة الرفاه والاستقرار في الوطن لتشاركه جهاده وعطاءه وتضحياته، لم ينظم لأبنائه برنامجاً خاصة بهم بل كان برنامجه الدعوي هو برنامجهم، ينامون معه في الغابات والصحارى وأحياناً في المساجد الطينية، وذات مرة مكثوا خمسة أيام لا يأكلون إلا الموز.
يرجع السميط إلى الكويت بين الحين والآخر من أجل علاج نزف في شبكية العين وخلال وجوده في الكويت ذات مرة عمل في السوق متاجراً، فكان يربح يومياً ألف دينار كويتي فقالت له زوجته «لا تتاجر! أنت لم تخلق من أجل جمع المال، خلقت لتعمل في أفريقيا سأحضر حقيبتك ونذهب غداً إلى أفريقيا.» فاجابها بأنه «يجمع المال من أجل أولاده، فأخبرته بأن لأولاده رب يرعاهم فألغى كل مواعيده الباقية واتجه إلى أفريقيا،» وعندما أصيب بجلطة في القلب إبان جولته في الصومال خفض زياراته إلى سبعة شهور فقط وأصبح من المعتاد أن تقضي أسرته فصل الصيف معه في أفريقيا ولم يفرض على زوجته رأياً من الآراء أو مبدأ من المبادئ كما أنه لا يحب أن يفرض رأيه على الآخرين بمن فيهم أبناؤه.
كانت أم صهيب تعينه دائماً بل تنبهه إذا غفل حتى فيما يخص وصله لأهله كما كانت تخلفه في أبنائه وبناته، حتى لما كان أبنائه صغار يمرضون بأمراض الطفولة بل حتى إذا دخل أحدهم المستشفى لم تكن تخبره حتى توجه طاقته كلها للدعوة، وفي مراحل حياته وتنقلاته كان السميط مسؤلاً عن الرجال وهي مسؤوله عن النساء فكانوا يشكلون فريق متكامل بقى أثره سواء في بريطانيا أو كندا أو أفريقيا، كما لم تحرمه من الأجواء الأسرية والتمتع بتربية ابنائه ولطائف طفولتهم عندما كانت تنتقل معه من مكان إلى آخر وفي بلاد لا تتوفر فيها أي وسائل للترفيه ومعها خمسة من الصغار بل تبتكر لهم ما يسعدهم مما يجدونه حولهم بالإضافة إلى توعيتهم بما تقوم به أسرته من دعوة وإغاثة الفقراء والمساكين فنمى الأبناء ومعه هم الآخرين والرضا بالبسيط من الحياة وأن العائلة تتكاتف مهما كانت الظروف.
أفنى السميط حياته وحياة أسرته في الدعوة إلى الإسلام في أفريقيا ووضع كافة إمكانياته المالية الخاصة وعائلته وأبنائه في هذا المشروع الدعوي وكل ذلك بشكل متواصل غير منقطع، وقال هو وزوجته وأولاده أنهم وجدوا السعادة في أفريقيا فقد كان بإمكانهم العيش في كندا أو أوروبا وعرِضت عليه فرص رفضها فيقول:«رفضت حتى الإقامة في الكويت مؤخراً بعدما شعرت أني قضيت فترة من حياتي كان بالإمكان نقضيها في عمل خيري أفضل لذلك قررت أن أنتقل إلى أفريقيا وأشعر بالراحة هناك.»

## الحالة الصحية

### الصحة العامة
أصيب السميط بثلاث جلطات جلطة بالقلب مرتين وجلطة بالمخ إضافة إلى أنه مصاب بداء السكري ويعاني منه منذ فترة طويلة ويستخدم إبر الأنسولين خمس مرات في اليوم ولديه أدوية لابد من وضعها في الثلاجة وأصيب بالملاريا مرتين ومصاب بجلطة في القلب عندما كان في الصومال وأجريت له عملية في الرياض وكسرت فخذه وأضلاعه والجمجمة أثناء قيامه بأعمال إغاثة ومساعدة للمحتاجين في العراق فضلاً عن آلام كان يعاني منها في قدمه وظهره وتناوله لأكثر من عشرة أنواع من الأدوية يوماً ومع ذلك لم تثنه هذه المعوقات عن السفر والترحال والبذل في عمله ومشروعه الضخم في تقديم الهداية ودين الإسلام والعيش الكريم ومشاريع التنمية لأناس نسيهم العالم خلف الأدغال، بل كان يوفر الدواء للفقراء ولا يريد أن يأخذ الدواء حتى خاف على نفسه من الموت لأنه كان يهب كل شيء للفقراء ولا يريد أن يأخذ شيء لنفسه، إضافة إلى شلل قد زال وارتفاع في ضغط الدم وجلطات في الساق وتخشن في الركبة يمنعه من الصلاة دون كرسي وارتفاع في الكولسترول ونزيف في العين، أحاطت به كل هذه الأمراض حتى جعلته بعضها يهرب بعيداً عن الضيوف في حفلات الافتتاح لبعض مشاريعه ليحقن نفسه بإبر الإنسولين في الخفاء، ويتناول حبوب الضغط والكوليسترول ثم يعود مسرعاً إليهم، ويقول السميط: «ولكن من ينقذني من الحساب يوم يشكوني الناس في أفريقيا بأنني لم أسع إلى هدايتهم.»

السميط يتكئ على عكازه

### الصحة أواخر أيامه
رقد السميط في العناية المركزة بمستشفى مبارك الكبير بعد تعرضه لأزمة قلبية استلزمت دخوله للمستشفى، ثم وجه أمير الكويت صباح الأحمد بنقله إلى الخارج للعلاج وكان السميط قبلها قد أدخل مستشفى مبارك الكبير بعد تعرضه لوعكة صحية أدخلته في غيبوبة، تمكن الأطباء خلالها من إجراء عملية غسل كلى له التي أوضح ابنه صهيب أنه كان قد استصعب على الأطباء اجراؤها له في اليوم الأول من دخوله للمستشفى بسبب تردي حالته الصحية مما أثر في عمل القلب لديه وأدخله في غيبوبة، وبعد 8 أشهر عاد السميط من رحلة العلاج إلى الكويت قادماً من ألمانيا وقال صهيب - ابنه الأكبر - أن حالة والده مستقره بصورة عامة وما زال لا يتحرك ولا يرى، حكى بعض المقربين للسميط أنه أثناء غيبوبته كان يفيق منها أحياناً أول ما يسأل عنه هو إفريقيا وكان من حوله حريص على عدم إخطاره بالأخبار السيئة التي تأتي من هناك، لكن في آخر المطاف أخبره بعض من حوله عن أخبار وردت للجمعية من كينيا بالموافقة على منح الجمعية ترخيصاً لأكبر جامعة إسلامية فيها فأفرحه هذا الخبر كثيراً رغم تعبه، كما كان يسأل وهو على فراش المرض عن أيتام إفريقيا وحرص المقربون على أن يزوره أي زوار يأتون للكويت من إفريقيا.

### رد المجتمع
انشغل المجتمع الكويتي والخليجي والإسلامي بما أصاب السميط من جلطة قلبية أدخلته العناية المركزة وظلت الرسائل الهاتفية والواتساب والتويتر والفيس بوك وغيرها من وسائل الاتصال من الإذاعة وشريط الأخبار في القنوات التلفزيونية وحتى الديوانيات كلها تتكلم عنه وتدعو له صباح مساء، فقد اجتمع على محبته وثنائه جميع الأطياف الفكرية والاجتماعية والاقتصادية والسياسية؛ الإسلاميون والليبراليون والمستقلون، الإخوان والسلف، الحضر والبدو، السنة والشيعة، الرجال والنساء وكان لزيارة رئيس مجلس الوزراء جابر المبارك الصباح للسميط في العناية المركزة بمستشفى مبارك للاطمئنان على صحته الأثر الكبير في اهتمام الحكومة بمثل هذه الرموز، عمل السميط بصمت كبير لسنوات طويلة في مجالات الدعوة والإغاثة، لم ينشيء مؤسسات إعلامية يمولها لتلميع ما يقوم به، لم ينشيء هيئات دعوية إغاثية في الشكل سياسية في المضمون، لم يستخدم الشباب الذين ساعدهم وقوداً في قضايا سياسية، هذه هي إحدى الأسباب التي حظي بسببها السميط بإجماع قل نظيره في الكويت من سلطة ومعارضة برلمان وحكومة متدينون وليبراليون.

## وفاته
توفي عبد الرحمن السميط يوم الخميس 8 شوال 1434 هـ الموافق 15 أغسطس 2013م بعد مُعاناة طويلة مع المرض، ومسيرة حافلة في مجال الدعوة الإسلاميَّة والأعمال الخيريَّة، يشار إلى أن نبأ وفاته كان قد أشيع أكثر من مرة، إلا أن نجله - صهيب - أكد الخبر هذه المرة، دُفِن وشُيِّع جثمانه في بلده الكويت في مقبرة الصليبيخات ظهر الجمعة يوم 16 أغسطس 2013م الموافق 9 شوال 1434 هـ، وخرج عدد مُهيب من الكويتيين وعدد من الوافدين من جميع الطوائف والتيارات وفئات المجتمع لحمل جثمان عبد الرحمن السميط في جنازة مُهيبة لم يُرى آخرها مِن كثرة المُشيّعين حيث حضر جنازته جمع غفير من الناس والكثير من الشخصيات البارزة.

### نعيه
بعد إعلان وفاته أمر أمير الكويت صباح الأحمد بإطلاق اسمه على أحد شوارع الكويت تقديراً لأعماله الجليلة وخدماته المتميزة في العمل الخيري والإنساني وتخليداً لاسمه كما بعث ببرقية عزاء لأسرته، وبعث ولي عهد أمير الكويت نواف الأحمد الجابر آل صباح ببرقية عزاء مماثلة لأسرة السميط، ورئيس مجلس الوزراء جابر المبارك الحمد آل صباح بعث برقية تعزية مماثلة، ونعى رئيس مجلس الأمة مرزوق الغانم السميط وأشاد بمناقبه وبما خلفه من إرث كبير في مجال العطاء والعمل الخيري والدعوة إلى الدين الإسلامي، كما نعاه مجلس الوزراء في بيان وصفه فيه بأنه رمز بارز ونموذج للعمل الخيري، ونعت وزارة الخارجية الكويتية السميط الذي عمل منذ منتصف ثمانينات القرن الماضي كملحق صحي وديني لدى سفارة الكويت في كينيا مثمنة ارتقاءه بالخير ليصل إلى مستويات شهد له فيها القاصي والداني وعمل بكل جد واجتهاد في إعلاء كلمة الخير والحق والإنسانية من خلال تجربته التي امتدت لما يقارب ثلاثة عقود.

ملصق تفاعلي مع وفاة السميط.

كما نعت في وفاته الكثير من المنظمات والهيئات يُذكر منها الإيسيسكو وجمعية الإصلاح البحرينية على لسان رئيسها عيسى محمد آل خليفة. واتحاد المنظمات الإسلامية في أوروبا الذي بعث رسالته إلى جمعية الإصلاح الاجتماعي في الكويت. ونعى القائمون على اتحاد الجمعيات التعاونية - في الكويت - وجميع المنضوين تحت لوائه السميط. كما نعته سفارة جمهورية التشاد في الكويت والجمعية الكويتية لحقوق الإنسان. وقدمت الإدارة العامة لموقع قرآننا أول موقع للقرآن الكريم في موريتانيا تعازيها إلى الأمة الإسلامية في وفاته. كما تقدمت حركة البناء الوطني بالتعازي لأسرته وللكويت ولشعبها وللمسلمين أيضاً. واتصل بعد خبر وفاته الكثير من رؤساء الدول الأفريقية للعزاء منهم رئيس الصومال حسن شيخ الذي كان من أبناء جمعية العون المباشر، ثم عمل مع السميط وكان مديراً لجامعة سيماد التي أنشاها السميط في الصومال. وقدمت مساعد الأمين العام للأمم المتحدة للشؤون الإنسانية ومنسق إغاثة الطوارئ فالاري آموس، خالص التعازي والمواساة الخاصة لأمير الكويت صباح الأحمد، وعائلة الفقيد والعاملين في جمعية العون المباشر، لوفاة مؤسس الجمعية الدكتور عبد الرحمن السميط في رسالة عزاء تلقاها رئيس الهيئة الخيرية الإسلامية ومبعوث الأمين العام للأمم المتحدة للشؤون الإنسانية الدكتور عبد الله المعتوق، كما عزت قناة اقرأ عائلة الدكتور وأهل الكويت في السميط وسائر الأمة الإسلامية وقالت في بيان رسمي على النت «فإنها تستذكر جهود الدكتور السميط الطبيب الإنسان والداعية المسلم الصادق الذي قرن القول بالفعل فقضى زهرة شبابه بعيداً عن الأوطان في ديار الغربة التي ينفر الناس منها، لقد قضاها في مجاهل أفريقيا وبين قبائلها التي ينهشها الجهل والمرض والتخلف داعياً إلى الله وباذلاً علمه وماله لهم.»
كما قرر المؤرخ عبد العزيز العويد إصدار كتاب خاص عن حياة السميط يضم جميع ما كتب عنه من سطور وصور وكلمات قيلت في حقه مع إجراء لقاءات ميدانية مع المقربين منه وممن عايشوه، كما اقترح ثابت البالول من السعي لاستثمار سيرته الإنسانية ومنهجه الدعوي من خلال تخريج أجيال تنتهج خط سيره ليستفيد من تجاربه عملياً الدعاة ممن يرغبون في اقتحام هذا المجال، هذه الإستفادة لا يمكن أن تكون إلا من خلال تبني فكرة إنشاء كلية تخرج جيل دعاة الجديد وتعلمهم كيفية الدعوة والاسلوب التي انتهجه السميط منفرداً في بداية حياته ومع أسرته، واقترح أن تكون الكلية تحت اسم كلية د. عبد الرحمن السميط للدعوة والإغاثة.
وأطلق رجال أعمال سعوديون مبادرة لتكريم السميط، تتضمن وقفاً تعليمياً في تايلند ومسجداً في إحدى دول البلقان، تقديراً لجهوده الرائدة في مجال الدعوة الإسلامية في قارة أفريقيا، حيث سيحمل الوقف التعليمي اسم الدكتور السميط وسيقام في العاصمة التايلندية بانكوك، يهدف إلى تعليم الأطفال المسلمين القرآن الكريم وعلوم الشريعة واللغة العربية الذي تبرعت بانشائه أسرة المهيدب، ويرتفع خمسة طوابق ويتسع لأكثر من 600 طالب في وقت واحد، ويتضمن سكناً للطلاب ووقفاً تجارياً يدر عائدات لتمويل الوقف التعليمي، كما أقيمت أمسية خاصة في مدينة جدة بعنوان (وقفة وفاء) لاستذكار مآثر وجهود الداعية السميط في الدعوة إلى الإسلام في قارة أفريقيا، شارك فيها القنصل العام لدولة الكويت صالح علي الصقعبي، وعدد من الشخصيات السعودية التي زاملت السميط وعملت معه في بعض المشاريع الدعوية.

وبعد أشهر قليلة من وفاته، عُقد مؤتمر القمة العربية الأفريقية في الكويت وبعد إنتهاء المؤتمر قام أحد وزراء خارجية الدول الأفريقية المشاركة في قمة الكويت بزيارة قبر عبد الرحمن السميط، وقال الوزير: 
 وطلب السفير السنغالي عبد الأحد امباكي لقاء مع أمير الكويت، قال فيه:

## أهم إنجازاته

عبد الرحمن السميط في آخر زياراته لـ أفريقيا

شارك السميط طيلة حياته في كثير من الندوات واللقاءات والمؤتمرات الإسلامية كمحاضر في الكويت والسعودية والإمارات وفرنسا وبريطانيا وجنوب أفريقيا والولايات المتحدة الأمريكية وماليزيا والبرازيل ومصر، كما قام ببناء وتشغيل 102 مركز إسلامي متكامل وعقد 1450 دورة للمعلمين وأئمة المساجد ودفع رسوم الدراسة عن 95 ألف طالب مسلم فقير وتقديم أكثر من 200 منحة دراسية للدراسات العليا في الدول الغربية وتنفيذ وتسيير عدة مشاريع زراعية على مساحة 10 ملايين متر مربع وبناء وتشغيل 200 مركز لتدريب النساء وتنفيذ عدد من السدود المائية في مناطق الجفاف، كما تكفل بإقامة عدد من المخيمات الطبية ومخيمات العيون للمحتاجين مجانًا للتخفيف على الموارد الصحية القليلة ضمن إطار برنامج مكافحة العمى، كما وضع البذور الأولى لـ جامعة الأمة في كينيا التي تم تسجيلها واستلام شهادة اعتمادها رسمياً؛ وتعتبر الجامعة الأولى للمسلمين في كينيا من أصل 37 جامعة، التي تحتوي على خمس كليات هي الطب والهندسة والأعمال وتقنية المعلومات والدراسات الإسلامية والعربية.
يذكر أنه أسلم على يد نائبه في كينيا وجيبوتي ومدغشقر - الشيخ علي - نصف مليون إنسان على يديه هو الآخر. وهذه بعض أهم إنجازات السميط في أفريقيا فقط:
- أسس جمعية العون المباشر (مسلمي أفريقيا سابقا).[11]
- أسلم على يده أكثر من 11 مليون شخص في أفريقيا بعد أن قضى أكثر من 29 سنة ينشر الإسلام في القارة السوداء.[10]
- أول رئيس تحرير لـ مجلة الكوثر ومؤسسها.
- بناء ما يقارب من 5700 مسجد ورعاية 15000 يتيم وحفر حوالي 9500 بئراً ارتوازية في أفريقيا.[11]
- إنشاء 860 مدرسة و4 جامعات و204 مركز إسلامي.[11]
- قام ببناء 124 مستشفى ومستوصفاً و840 مدرسة قرآنية.[96]
- قام بدفع رسوم 95 ألف طالب مسلم وطباعة 6 ملايين نسخة من المصحف وتوزيعها على المسلمين الجدد.[96]
- نفذ عدداً ضخماً من مشاريع إفطار الصائمين لتغطي حوالي 40 دولة مختلفة وتخدم أكثر من مليوني صائم.[96]
- دفع رواتب شهرية لـ 3288 داعية ومعلماً.[8]
- توزيع 160 ألف طن من الأغذية والأدوية والملابس.[8]
- توزيع أكثر من 51 مليون نسخة من المصحف الشريف.[8]
- طبع وتوزيع 605 ملايين كتيب إسلامي بلغات أفريقية مختلفة.[8]

## جوائز وتكريمات

### تكريم واحتفاء
في الكويت تم تكريم السميط من العديد من الشخصيات ومؤسسات المجتمع المدني مثل اللجنة الاستشارية العليا للعمل على استكمال تطبيق أحكام الشريعة الإسلامية برفقة يوسف الحجي وأحمد بزيع الياسين، وكذلك جمعية الاصلاح الاجتماعي، وجمعية بيادر السلام، والهيئة الخيرية الإسلامية العالمية، وأخيراً التكريم من الأمير صباح الأحمد الجابر الصباح ومنحه وسام الكويت ذو الوشاح من الدرجة الأولى. واقترحت المهندسة وعضو المجلس البلدي جنان بوشهري إطلاق اسم عبد الرحمن السميط على أحد الشوارع الرئيسية بالكويت تقديراً له لعمله الخيري، كما اقترح النائب في البرلمان الكويتي - مجلس الأمة - رياض العدساني من الحكومة الكويتية تغيير اسم مسجد الدولة الكبير إلى مسجد عبد الرحمن السميط وفاء وعرفاناً له، بينما فضل النائب محمد الجبري إنشاء مركز إسلامي يطلق عليه مركز عبد الرحمن السميط، واقترح جاسم بودي عندما أقعد السميط المرض أن تنشأ جائزة عالمية إنسانية سنوية باسمه - جائزة عبد الرحمن السميط - تكون الأضخم على مستوى العالم وتخصص كلها للأعمال المانحة سواء عبر مؤسسة الكويت للتقدم العلمي أو بمشاركة هيئات اقتصادية ورجال أعمال كما طالب أيضاً الحكومة إطلاق اسمه على ضاحية سكنية كبيرة من ضواحي الكويت، ودار اقتراح في رسائل على الإنترنت والفيسبوك والبريد الإلكتروني للتصويت للسميط لنيل جائزة نوبل لعام 2011. وفي نفس العام أُختِير ليكون أحد الشخصيات الرئيسة في برنامج تغيير × تطوير حيث سلط عبد العزيز الأحمد الضوء على ما تتميز به هذه الشخصية من سمات نفسية عديدة تصب في قالب الإيجابية الذي يسعى الجميع إلى تحقيقه من خلال حملة أنا إيجابي، كما أُطلِق اسمه على مركز إسلامي في شيفلد تبرع ببنائه تاجر يمني.

### شهادات التقدير
وقد نال السميط العديد من الجوائز والشهادات التقديرية من أبرزها وسام رؤساء دول مجلس التعاون الخليجي المنعقد في مسقط عن العمل الخيري عام 1986 وجائزة الملك فيصل بن عبد العزيز لخدمة الإسلام والمسلمين عام 1996 ووسام مجلس التعاون الخليجي لخدمة الحركة الكشفية عام 1999، وحصل على وسام النيلين من الدرجة الأولى من جمهورية السودان عام 1999 وعلى جائزة الشيخ راشد النعيمي حاكم إمارة عجمان عام 2001 وعلى الدكتوراه الفخرية في مجال العمل الدعوي من جامعة أم درمان الإسلامية بالسودان عام 2003 ووسام فارس من رئيس جمهورية بنين عام 2004 كما نال جائزة الشيخ حمدان بن راشد آل مكتوم للعلوم الطبية والإنسانية في الإمارات عام 2006 ووسام فارس العمل الخيري من إمارة الشارقة عام 2010 وجائزة العمل الخيري من مؤسسة قطر - دار الإنماء عام 2010 وحاز على شهادة تقديرية من مجلس المنظمات التطوعية في جمهورية مصر العربية وعلى جائزة العمل الخيري من الشيخ محمد بن راشد آل مكتوم حاكم دبي للعمل الخيري والإنساني وعلى جائزة الشارقة للعمل التطوعي والإنساني عام 2009.
- جائزة الملك فيصل بن عبد العزيز لخدمة الإسلام والمسلمين عام 1996.
- وسام فارس العمل الخيري من إمارة الشارقة عام 2010.[70]
- جائزة العمل الخيري من مؤسسة قطر – دار الإنماء عام 2010.
- جائزة العمل الخيرى والإنساني من محمد بن راشد آل مكتوم حاكم.
- شهادة تقديرية من مجلس المنظمات التطوعية في جمهورية مصر العربية.
- جائزة حمدان بن راشد آل مكتوم للعلوم الطبية والإنسانية دبي ديسمبر 2006.
- الدكتوراه الفخرية من جامعة أم درمان بالسودان في مارس 2003.[70]
- وسام فارس من رئيس جمهورية بنين ـ 2004.[70]
- جائزة الشارقة للعمل التطوعي والإنساني عام 2009.[34]
- جائزة الشيخ راشد النعيمي حاكم إمارة عجمان عام 2001.
- وسام النيلين من الدرجة الأولى من جمهورية السودان عام 1999.
- وسام مجلس التعاون الخليجي لخدمة الحركة الكشفية عام 1999.
- وسام رؤساء دول مجلس التعاون الخليجي عن العمل الخيري عام 1986.[70]

## مؤلفاته ومؤلفات عنه

### المؤلفات

كتاب خادم فقراء أفريقيا يتحدث عن مشاريع السميط في أفريقيا وبعض الأحداث والوقائع التي حصلت هناك. (مجموعة مؤلفين من موقع لبيك أفريقيا)

ألف السميط العديد من الكتب كما كتب مئات المقالات في مجال الدعوة الإسلامية في صحف ومطبوعات مختلفة، كما ترك بحوثاً إسلامية ومؤلفات أخرى أبرزها بحث بعنوان (دور الإعلام في العمل الخيري) ألقي في ماليزيا عام 1989م، ومحاضرة (الإدارة الحديثة في العمل الخيري) التي أُلقيت في مؤتمر الإدارة العربية بالقاهرة عام 1989م. ومن كتبه:
- كتاب لبيك أفريقيا.
- كتاب دمعة أفريقيا (مع آخرين).
- كتاب رحلة خير في أفريقيا رسالة إلى ولدي.
- كتاب قبائل الأنتيمور في مدغشقر.
- كتاب ملامح من التنصير دراسة علمية.
- إدارة الأزمات للعاملين في المنظمات الإسلامية.
- السلامة والإخلاء في مناطق النزاعات.
- كتاب قبائل البوران.
- قبائل الدينكا.
- دليل إدارة مراكز الإغاثة.

### تدوين سيرته

غلاف كتاب أخي الحبيب بقلم نورية السميط (شقيقة عبد الرحمن السميط) تناولت المؤلفة الكثير من طباع السميط وشخصيته في تأريخ له في هذا الكتاب.

#### كتاب أخي الحبيب
كتاب أخي الحبيب عبد الرحمن السميط ومضات من سيرته ودعوته، الكتاب من تأليف شقيقة السميط الصغرى نورية حمود السميط ومن طباعة جمعية العون المباشر الصادر عام 2014 بمناسبة مرور عام كامل على وفاته ورحيله، قرر ضخ أرباح الكتاب وعائداته في ريع التعليم في قارة أفريقيا وقفاً حيث يبلغ سعره 7 دنانير كويتية، سبب تأليف الكتاب هو مرض السميط الأخير الذي أرقده الفراش ولما أصبح العمل الميداني بعيد المنال منه ومن قوته البدنية على أدائه طلبت منه أخته نورية تدوين تجربته وآرائه بعد سنين الخبرة والتجربة التي يحملها والتفرغ لمركز الأبحاث الذي أنشأه السميط بالفعل منذ سنين، لكن حب السميط وشغفه بمساعدة الفقراء والمساكين في أفريقيا حاد به عن التدوين أو التفرغ له فقامت بجهدها الشخصي جمع مادة الكتاب وملحقاته وصوره بنفسها والإشراف عليه وعلى طبعه إهدائاً وعرفاناً لروح شقيقها المتوفي وتؤكد نورية السميط في مقدمة الكتاب أن ليس لها من خبرة التدوين ما يؤهلها لكتابة آراء شقيقها وأعماله وآثاره بوجود أشخاص تعتقد أنهم أفضل منها إلا أنها أرادت التدوين لاحتكاكها القريب والدقيق لسيرة شقيقها ومعرفتها له المعرفة الجيدة خاصة من ألدائه الذين يعادون ويشككون بدعوته وأهدافها من التيارات المناوئة للإسلام عامة ولنشره وتقويته خارج العرب خاصة.

#### كتاب رجل من زمن الصحابة
كتاب رجل من زمن الصحابة هو عبارة عن بحث أكاديمي ورسالة للحوز على رتبة الماجستير في العلوم الإسلامية كتبه وقام ببحث محتواه وتوثيقه الدكتورة رسمية شمسو من كلية الأوزاعي في بيروت، حيث كان من ضمن مقررات الماجستير كتابة أبحاث في مواضيع إسلامية متنوعة والحديث عن شخصيات إسلامية فسمعت المؤلفة عن طبيب كويتي يدعو إلى الإسلام في أفريقيا يدعى عبد الرحمن السميط فجذبتها قصته على سبيل الفضول فقررت أن تكون دراسة حياته أحد أبحاثها وراسلته عن رغبتها في تدوين حياته وأعماله فجائها الرد من السميط قائلاً: 
سلام أهل الجنة عليكم ورحمة الله وبركاته، ،
فبدأت بجمع أرشيف عن حياته وأعماله وكان السميط يمدها بما تحتاجه من معلومات لبحثها، الكتاب صدر من دار العصماء في دمشق العام 2012.

#### كتاب عبد الرحمن السميط: أسطورة العمل الإغاثي
كتاب عبد الرحمن السميط: أسطورة العمل الإغاثي كتاب توثيقي يتناول سيرة عبد الرحمن السميط بالتفصيل، تحدث الكتاب عن قصة حياة الدكتور عبد الرحمن السميط منذ أن كان طفل إلى ما بعد وفاته، في الكتاب إضافات من الباحث المؤرخ عبد العزيز العويد مليء بالقصص والحقائق من مصادر مطبوعة وشفهية.

## الإرث الثقافي
| من يظن أن الدعوة يمكن أن تستمر بالعشوائية فهو مخطئ ومن يظن أن الإسلام سينتشر بتخبط فهو واهم، العالم مليء بالمتنافسين وليس فيه مجال للمتخبطين والعشوائيين، العمل يكون بأسلوب علمي ومدروس ورزين بالتخطيط ومن ثم قياس النجاح والفشل بشكل دوري وبطريقة علمية. |
| —عبد الرحمن السميط |

تناول كتاب ومحللون سيرة السميط وأعماله مؤكدين أنه قد غير مفهوم الدعوة إلى الإسلام حين ربطها بتنمية المجتمعات غير المسلمة لتكون التنمية مدخلاً للإسلام، حيث رسم لنفسه ولمن معه طريقاً يختلف عن طرائق الآخرين؛ طريق الجهد وتحمل التعب والمشقة وانتهاج أسلوب الحركة والعمل في الميدان لا الاقتصار على الجانب النظري والإداري فحسب كإلقاء الدروس والمحاضرات والندوات، الأمر الذي يجعل هذا النهج في أسلوب العمل الخيري والدعوة إلى الإسلام محفوفاً بالمشاق والصعاب والعقبات والمخاطر وهذا هو النهج الذي سلكه السميط في رسالته الرامية إلى نشر التنمية والإسلام في ربوع القارة الإفريقية.
عندما بدأت جمعية العون المباشر تجوب البلدان وتتوغل داخل القارة اكتشفت أن المخاطر والتحديات كبيرة جداً من التعقيد والشراسة أدرك حينها السميط ومن معه أن من المستحيل التفكير في دعم الهوية الإسلامية للشعوب الأفريقية دون العمل على تنمية تلك المجتمعات، فمعظمها يعيش تحت خط الفقر والموت، وهذا المنعطف لتغير مفهوم الدعوة لدى السميط من الدلالات المصطلح التقليدي إلى فهم شمولي لنهوض بالمجتمعات المسلمة الإفريقية نهضة شاملة، كما أهتم بنقل الحاجة والأخطار التي في أفريقيا لغيرها من باقي دول العامل حيث قدم السميط الكثير من الدعوات للصحفيين والمراسلين لنقل ما يحدث في أفريقيا ونقل الحاجة لشعوبها لمن هم أفضل حال منهم، فكان سبباً في تشجيع المانحين من الكويت على البذل والعطاء.
عمل بصمت وبإخلاص، كان يفهم الإعلام لكنه لم يكن يحب الظهور فيه، يعرف السياسة ويتجنب دخول دهاليزها، يتقن التجارة ولكنه يتحاشاها، كان من الناجحين في مهنته الطبية لكنه تركها من أجل أفريقيا، من أبرز صفتين فيه هما حب العمل وإتقانه، لم يفرق يوماً قط بين مسلم وغير مسلم طيلة عقود عديدة في القارة الأفريقية الفقيرة، لم يطعم المسلم ويحرم غيره بجانبه بل جعلهم سواء لاشتراكهم بحق الإنسانية، لم يطلب يوماً شهرة ولا مكانة بل كانت همته خدمة المسلمين في أفريقيا من الذين ابتلوا بالمرض والجوع والفقر، ورد المكافأة كان يوم مرضه واشتداد أزمته إذ بأفريقيا تصدح له بالدعاء وقامت المساجد في بعض البلدان بالدعاء له في الصلوات.

عبد الرحمن السميط في صباه شبلا من أشبال الكشافة.

قد يكون التحدي الأصعب في تجربة السميط هو العاصفة الدولية التي ضربت العمل الخيري الإسلامي بعد أحداث سبتمبر حيث تم اتهام أغلب الجمعيات الإسلامية المانحة بأنها تمويل الإرهاب، لكنه استطاع تجاوز هذه العاصفة بفضل الطابع الإنساني لكل نشاطاته في أفريقيا وبسبب سيرته القائمة على التعاون والتحاور مع الإنسان أياً كان دينه أو ملته بالإضافة إلى العمل المؤسسي البعيد عن الارتجال والمنقى من أي تسيس، حتى أنه كان يساعد بعض القرى قبل أن يسلموا وعندما يسلموا تقل المساعدات حتى لا يعتقدون أنه اشتراهم بالمساعدات، هذه مدارس جمعيته مفتوحة لكل الناس والآبار التي حفرها مفتوحة للجميع.
كما يشير تكوينه إلى موسوعيته وصلابة انتمائه لدينه وأمته، حيث تشير مراحل تكوينه أيضاً إلى أنه شخصية غنية بالمواهب العلمية والمواهب التأملية، ووهب شفافية تستقبل ما حولها من أحداث بحساسية عالية وهي ميزات تنتج الدقة العلمية والعاطفة المنضبطة التي تكون ثمارها الإنجاز إن توافرت لها أسباب هذا النجاح.
قال فارس لفارس:«أحياناً يرتاح الإنسان للشخص الذي يمتلك بشاشة في وجهه أو حلاوة في لسانه وأسلوب خطابه وأحياناً يرتاح له بسبب ما يراه فيه من إيمان وتواضع وأخلاق؛ السميط استطاع أن يجمع تلك الصفات في شخصيته وضرب نموذجاً في حب الأعمال الخيرية فهو من الشخصيات الورعة والتقية النادرة.» وقالت منى حمدان:«ولم تغره الأضواء ولم يتفاخر بما أنجز ونادرًا ما ظهر في وسائل الإعلام.» والسميط كنموذج قال خلف الحربي:«نموذج السميط ليس الوحيد بين العرب فثمة الكثير من الذين يسعون لإعانة الفقراء والمحتاجين في الداخل والخارج ولكنهم يعانون صعوبات متعددة أهمها الإجراءات البيروقراطية المعقدة، ومزاحمة الجمعيات المانحة الكبرى القائمة منذ القدم على الارتجال والبعيدة عن العمل المؤسسي الحديث.»

### شخصيته

عبد الرحمن السميط مستمعا متفكرا

كان السميط هادئاً ذو شخصية قوية قليل الكلام محب لعائلته يعشق الأطفال شديد الكرم ذو همة عالية وجلد كبير، صبور عجز الآخرون من مسايرته، له رؤية واستبصار قوي يستطيع تحديد الأولويات، ولا يتفاعل مع المواقف بلا رؤية إستراتيجية واضحة، كما كان زاهداً في كل شيء ولا يبالي لأي متاع للدنيا فيلبس الأرخص وحياته كلها بساطة مثل سيارته وساعته التي دامت معه 30 سنة، أهديت له كم من الساعات فكان إما يعيدها أو يرفضها أو يتبرع بها إلى اللجنة أو تباع أو تهدى لمسؤول في دولة أفريقية شكراً له لتسهيله أمور اللجنة وتقريباً للقلوب، فقد سقطت الدنيا من عينيه وتجرد من كل متاعها، حازماً في عمله رقيقاً في التعامل مع الآخرين طفلاً مع الأيتام عشق عمله وأحبه الآخرين، لديه روح الإبداع والتحدي، ميداني من الطراز الأول يبكي لمرض يتيم أو حاجة عجوز أو عوز فقير، كان يبتسم ويفرح حين يعرف أن أحد الأيتام نجح بامتياز وأصبح ذا شأن في بلده، كان أباً مع الأيتام يتمتع برفقتهم، يشرف على كل كبيرة وصغيرة وفي حال عودته إلى الكويت كان دائم السؤال عن أحوال الموظفين وتلمس حاجاتهم وكان دائم التواصل مع المتبرعين في السراء والضراء،
كما عرف عنه بأنه صعب المراس له أهداف واضحة شغوفاً بمساعدة الفقراء من دون النظر إلى ديانتهم وجمعية العون المباشر الآن بجهوده تعمل في ثلاثين دولة أفريقية سار فيها على قدميه، ووصفه البعض لاحقاً بأنه ظاهرة في العمل الخيري والإنساني، وبعد تخرجه كان قريباً للجميع من أفراد أسرته، شديد الكرم مع شدة حرصه وزهده مع نفسه، كان يغضب كثيراً إذا علم أن أحد إخوته اشترى شيئاً يراه غالياً ويراه إخوته شيء متوسط يشتريه كل من حولهم من نفس طبقتهم الاجتماعية، فكانت لديه آلة حاسبة في ذهنه تترجم سريعاً قيمة أي شيء إلى كم يكفي هذا المبلغ لكفالة طالب علم أو توفير احتياجات أسرة في إفريقيا أو كم يستطيع إنقاذ مرضى بواسطته، وقد انتقل ذلك إلى حد كبير فيما بعد إلى أسرة آل سميط جميعها فأصبحوا يحاسبون أنفسهم كما يفعل هو.
أما أوقات سعادته فكانت قليلة وأسباب فرحه بسيطة، لقد كان يسعد عندما يلعب مع الصغار وعندما تزيد التبرعات حتى أن عائلته من أخوة وأخوات عندما يقرروا تقديم تبرع كانوا يحرصون على تسليمه له باليد فيجدون البشرى على وجهه، ومن أسباب سعادته عندما يرى شخصاً إفريقياً في أي مكان بالعالم يبتسم تلقائياً كأنهم جزء من أسرته – وإن لم يعرفه أصلاً – كما كان يسعد عندما يرحل إلى رحلة طويلة فيحدث أسرته بمشاريع تم انشائها وبدأ أثرها يظهر على مجتمعها وآخر رحلة له كانت إلى تنزانيا حيث زار منطقة فقرر إقامة مركزاً إسلامياً فيها، كما طبع كتب وكتيبات لتصحيح العقيدة لدى المسلمين هناك، كما يشرق وجهه إذا ما علم نجاحاً لأي مسلم وكان يقوم بنقل الخبر بنفسه لكل من حوله.
كما كان كثير المزاح خاصة مع الصغار وكبار السن حيث كان الصغار ينتظرون قدومه في يوم اللقاء العائلي ويبدأون بالضحك والصراخ والجري من لعبه وممازحته لهم وهداياه لهم، أما كبار السن فيمازحهم ويدخل السرور إلى نفوسهم بفهمهم الكبير لهذه الحياة، ومن مواقف مزاحهه زار مرةً قرية يأكل أهلها لحوم البشر، وكان هو أول من أدخل الإسلام إليها، إذ قام وتحدث فيهم خطيباً فقال لقد أحضرت لكم ضيفاً لحمه طيب! فنظر السميط إلى جاسم المطوع ثم سكت فبدأت عيونهم تنظر إلى المطوع فخاف منهم ثم ابتسم – السميط – وقال له لا تخف لقد أصبح هؤلاء الناس يعرفون أن أكل لحم الإنسان حرام فضحك الجميع. وفي إحدى المرات طلب السميط لأحد مرافقيه ممازحاً أن يكتب وصيته قبل مرافقته إياه وأن يختار نوع الحيوان الذي سيأكله أسداً أم نمراً أم... نظراً لخطورة الرحلة وهذا الجانب الآخر من شخصية السميط المتمثلة في المرح والمزح قليل من يعرف عنها.

### الزهد والتواضع

مكتب جمعية العون المباشر في منطقة الروضة في محافظة حولي، الكويت، يظهر عليه البساطة وعدم التعقيد والتكلفة، التي حرص السميط عليها، حيث عرف عنه محاسبة وانتقاد رؤساء الجمعيات المانحة والخيرية على بذاخة التأثيث والديكور، مطالباً التركيز على تحسين أوضاع المحتاجين بدلاً من الواجهة.

أحب السميط عمله في إفريقيا حتى صار عشقاً، لم تنجح الدنيا في أن تجد لها نصيباً في اهتمامه ولم يكن لمتاعها أي جذب لقلبه، دخل أحد العاملين يعرض عليه تكلفة عمل من أعمال النجارة فاستكثر المبلغ المطلوب ووجهه إلى حفظ الأموال ما أمكن وقام بالعمل بنفسه مبيناً له بساطته وأن لا يستحق هذا المبلغ، فاستطاع أن ينجز أعمال لم تنجزها مؤسسات وهيئات ودول وأحزاب.

كان زاهداً في الدنيا معرض عنها وكانت ملابسه من أرخص الملابس إذ كان يشتري الجاهز منها واليسير وقلمه من أرخص الأقلام واستخدم سيارته لمدة سبع عشرة سنة لم يغيرها وكان يقول المهم أنها توصلني إلى هدفي، حتى أثاث بيته هو الآخر كان عمره طويلا، قال جاسم المطوع ولد السميط وقلبه معلق بالآخرة تراه يمشي ولكن فكره وقلبه وهمه مع المسلمين حتى الكتب التي كان يكتبها والرسائل الإلكترونية التي كان يرسلها كان يكتب في نهايتها خادم الدعوة عبد الرحمن السميط. قال السميط يوماً وهو يحمل يتيماً على كتفه: 
إذا أراد الذهاب إلى إفريقيا لتفقد المشاريع ومعرفة الأحوال هناك، يسأل أولاً عن الموظفين وزوجاتهم وأبنائهم ويحمل لهم الهدايا والألعاب ويسأل عن حاجتهم حتى يلبيها لهم، كان يزورهم في بيوتهم ويجلس معهم ويداعب أبنائهم ويلاعبهم حتى ارتبط في وجدانهم باسم الوالد، ساهم في تجديد إبداعي وإضافي في الدعوة إذ كانت له المقدرة التي ساعدته على فتح قلوب الناس قبل جيوبهم وتحبيب الدعوة والعمل الخيري والتنموي إلى نفوسهم، كثيراً ما كان يقسو على نفسه في العمل ويضل ليالي طويلة بدون أن ينام أو يتناول الطعام ويشرب الشراب إلى درجة لا يقوى جسده على الاحتمال فينهار مرغماً ويستسلم للمرض والإرهاق وفي نفسه شي من الحزن والأسى أن كيف يضيع هذا الوقت في النوم والراحة والناس في حاجة إليه والأعمال في انتظاره.
وفي موقف يمثل تجليات تواضعه سافر معه أحد عاملين الجمعية لأول مرة إلى أفريقيا فقال له السميط: «بما أن هذه أول مرة تسافر فيها إلى أفريقيا معي فأنت في ضيافتي طوال هذه الرحلة ولكن بشروطي.» فقال له الداعية «أقبل بكل شروطك حتى قبل أن أعرفها» فزجره السميط وعنفه وهو يقول «لا توافق على شيء قبل أن تعرف شروطه» فقال الداعية «كان هذا أول درس أتعلمه منه.» قال السميط «أنت ضيفي فلا تطبخ ولا تغسل ولا تجلب شيئاً لنفسك حتى ملابسك أنا أغسلها لك وأقوم بخدمتك مادمت في ضيافتي فأفريقيا بيتي وكل قادم إليها عن طريقي هو ضيفي حتى يرجع إلى أهله.» وقد كان ما أراد فكان يطبخ ويغسل الأواني والملابس ويكنس الدار بنفسه وهو سعيد بما يفعل دون عبوس وفي أحد الأيام قام الداعية بغسل الأواني بعد وجبة الغداء وعندما علم السميط بأمره طلب منه العودة إلى الكويت لعدم إلتزامه بآداب الضيافة وشروط الاتفاق.
نام كثيراً على أرض يابسة وأكل طعام منتهي الصلاحية وقدم لأطفال كينيا عندما ضربتهم المجاعة شوربة الإنقاذ المكونة من طحين وماء وزيت في وسط صحراء قاحلة لا ماء فيها ولا زرع، تبوأ بجهوده وجهود جمعية العون المئات من أيتام أفريقيا اليوم مناصب عليا في تلك الدول، قدم الشاي والقهوة إلى ضيوفه الجالسين وكأنه خادمهم ويجثو على الأرض ويسأل الناس عن حالهم، وكثيراً ما قال «أنا أبسط من أن أكون داعية فما زلت في بداية الدرب والدعوة الحقيقية أكبر مني.»

### التنظير لفقه الدعوة

كتيب دروس تربوية من حياة الدكتور عبد الرحمن السميط يقع في 32 صفحة بقلم عقيل سالم الشمري واعظ من حفر الباطن.

بدأ السميط العمل من خلال لجنة مسلمي إفريقيا في بداية الثمانينات على شكل مشاريع محدودة جداً ببناء بعض المساجد في ملاوي، لم يكن يدرك ضخامة وخطورة الأوضاع التي تعاني منها المجتمعات المسلمة هناك وبالذات ما يتعلق بهويتهم الدينية والحضارية، كانت الأهداف محدودة بتقديم بعض المساعدات وبناء بعض المساجد وحفر بعض الآبار، إلا أنه بدأ يدرك بسرعة عندما بدأت اللجنة تجوب البلدان وتتوغل داخل القارة أن المخاطر والتحديات هي على درجة كبيرة جداً من التعقيد والشراسة فأدرك أنه من المستحيل التفكير في دعم وترسيخ الهوية الإسلامية للشعوب الأفريقية من دون العمل على تنمية تلك المجتمعات التي يعيش معظمها تحت خط الفقر وبالتالي تغير مفهوم الدعوة لديه من دلالات المصطلح التقليدي إلى فهم شمولي للنهوض بالمجتمعات المسلمة الإفريقية نهضة شاملة، لقد اكتشف أوضاعاً مرعبة للمسلمين في إفريقيا فشعر كما قال: 
 وضع السميط أرضية للعمل الخيري الميداني ولمؤسسة تتميز بالاستدامة وأوصل من خلالها المعطي بالمحتاج وفق أسلوب علمي، وحرص على أن يكون لعمله صفة الاستدامة فالماء جار لمن يريد أن يشرب والدواء متوفر لمن يحتاج والمدارس والجامعات مفتوحة لمن يشاء، كما أسس مشروعات للمستقبل تستطيع أن تدير نفسها بنفسها ولم يكن يرى أن مهمته هي نقل المعطي إلى المحتاج بل كان هدفه تأسيس مؤسسات راسخة.
آرائه في فقه الواقع
من مظاهر حكمة السميط الدعوية أنه عندما أعلن سلطان إيسالي في نيجيريا دخوله في الإسلام قرر هدم الكنائس في العاصمة وفي قريته إلا أن السميط نهاه عن هدمها ودعاه إلى عدم المساس بمشاعر المسيحيين، كما دعى العلماء المسلمين إلى وضع فقه الواقع للأقليات الإسلامية التي تعيش في الغرب وانتقد بشدة الدعاة الذين يزورون بلدان الأقليات المسلمة وينشرون فتاوى مضاده للنصارى أو يثيرون فتن كبرى بين المسلمين حول قضايا صغيرة قد تسبب في زيادة العداء للإسلام وتعطيل الدعوة بين الناس هناك.
العرب

وعن غياب العرب والمسلمين عن هذه القارة التي لا يحتاج أهلها كبير جهد ليدخلوا في الإسلام قال السميط: 

لم يشك السميط أن القارة كلها ستعلن شهادة أن لا إله إلا الله وأن محمدا رسول الله في خلال شهرين قد أسلم مائة وثلاثين ألف شخصاً - حسبما وضح - وتساءل: 
مبدأ الرحمة بالدعوة
| قبل فترة كنت أقضى من 10 إلى 11 شهرا في أفريقيا ولا أقضيها في بلد واحد أو مدينة واحدة إذ يندر أن أبقى أكثر من 3 أيام في مكان واحد، فطبيعة عملي تفرض علىّ أن أتنقل من مكان إلى أخر لمتابعة مشاريعنا ودعاتنا وبرامجنا لمساعدة هذه المجتمعات الفقيرة، ولهذا كنت لا أرى أولادي كثيراً، حتى أن ابني الأصغر كان يهرب منى داخل المنزل عندما أعود إلى الكويت. وبعد ذلك بدأت أصطحب أسرتي خلال فترة الصيف لكي يتعرفوا على أفريقيا وحياة الفقراء، ولكي أتعرف عليهم ويتعرفوا عليَّ، وننام في الغابات والصحارى، ولم أنظم برنامجاً خاصاً بهم، بل كان برنامجي هو برنامجهم. |
| —عبد الرحمن السميط |

تركزت أعمال السميط في إفريقيا على مبدأ الرحمة فاجتذب ألوف الناس به، نادراً ما كان يقدم كاش للفقراء ولكن يقدم مشروعات تنموية صغيرة مثل فتح بقالات أو تقديم مكائن خياطة أو إقامة مزارع سمكية فهذه تدر دخلاً للناس وتنتشلهم من الفقر وغالباً ما تترك أبلغ الأثر في نفوسهم، الطريف أن بعض القساوسة يأتون له غاضبين ويقولون أن الكنيسة لاحظت انتشار الإسلام في مناطقهم وأنها طلبت منهم - باعتبارهم من السكان المحليين - الكتابة ضد الإسلام وتحذير الناس من هذا الدين وطلبه بعض القساوسة أن يمدهم بالكتيبات لكي ينتقدوا الإسلام فيقول لهم: «أهلاً وسهلاً ونشرح له تعاليم الإسلام ونقدم له كتيبين عن الإسلام، ويذهب ليعود بعد يومين ليشهر إسلامه رغم أنه قسيس.»
الشفافية وإنشاء الكوادر
خلال بدء عملية حرب ضد الإرهاب امتد المفهوم ليشمل المؤسسات الخيرية التي تقدم خدماتها للفقراء من المسلمين الذين يواجهون مع الجوع التنصير في بقاع مختلفة من أفريقيا وآسيا لم تؤثر هذه الضغوط على ما قام به من أعمال في إفريقيا ذلك أنه أدرك جيداً أنه ينبغي العمل بطريقة مدروسة ووفق عمل مؤسس له كوادره ومتخصصوه وأن تكون الشفافية متاحة لكل خطوة إدارية أو مالية، كما كان قوياً وواثقاً من عمله ومن قنوات صرف أموال المؤسسة التنموية والخيرية التي يرأس مجلس إدارتها، بل إنه طالب دائماً بضرورة تدريس مادة إدارة العمل الخيري في الجامعات ودعا جامعة الكويت والجامعات الخليجية إلى تدريس هذه المادة كي يتم سد العجز في الكوادر المتخصصة التي تحتاجها الجمعيات الخيرية والمانحة خاصة أنها في حاجة ماسة إلى أفراد مدربين ومعدين إعداداً جيداً يمكنهم من الولوج في العمل الإداري على أسسه العلمية الصحيحة.
أغنياء العرب
رأى السميط أن زكاة أموال أثرياء العرب تكفي لسد حاجة 250 مليون مسلم؛ إذ يبلغ حجم الأموال المستثمرة داخل وخارج البلاد العربية 2275 مليار دولار ولو أخرجت زكاة هذا المبلغ لبلغت 56.875 مليار دولار ولو تم افتراض أن عدد فقراء المسلمين في العالم كله يبلغ 250 مليون فقير لكان نصيب كل فقير منهم 227 دولاراً وهو مبلغ كاف ليبدأ الفقير في عمل منتج يمكن أن يعيش من دخله.

### قالوا عنه
- وضاح خنفر – مدير قناة الجزيرة الأسبق –: «مكثت في أفريقيا 11 عاماً وما نزلت بلداً ولا قبيلة إلا وجدتهم يذكرون السميط بالخير.[90]»
- علي بادحدح: «عندما كنت ألقى د. السميط أرى بريق الاخلاص في عينيه الصغيرتين، فاذا تكلم استشعرت التواضع، فالرجل يذكر إنجازات هائلة بكلمات بسيطة.»
- مشاري العفاسي: «أهل المدينة المنورة يسألون ويدعون لأمير العطاء وشيخ الإنسانية د. عبد الرحمن السميط حفظه الله وشفاه وألبسه ثوب الصحة والعافية ورعاه.»
- عبد العزيز العويد: «من إنجازات الداعية د. عبد الرحمن السميط - وما أكثرها - تحويل العمل الفردي إلى عمل مؤسسي لا يرتبط به.»

غلاف ألبوم أفريقيا التي رأيت (سبع محاضرات متفرقة للسميط يروي فيها ذكرياته ومواقف حدثت له في القارة السمراء)

- فؤاد الهاشم: «ذهبت برفقته إلى أفريقيا وشاهدت إنجازات تعجز عن تنفيذها حكومة دولة الكويت على أرضها قام بها بنفسه، مستوصفات ومدارس ومنشآت وآبار وورش عمل ومشاريع، ومئات يتابعون دراسات عليا في أوروبا وأمريكا على نفقة لجنته الخيرية.[73]»
- فالاري أموس: «السميط شخصية إنسانية رائدة في الكويت والوطن العربي والقارة الإفريقية، ترك إرثاً إنسانياً سيستمر في إحداث تغيير كبير في حياة الفقراء والمعوزين إلى الأفضل.[91]»
- علي محمد ثنيان الغانم: «قبيل أيام، ازدادت أرض الكويت طهراً، وازدان ترابها فخراً حين عاد إليه عبد الرحمن حمود السميط فاحتضنته كحبة قمح، أو فسيل نخل، أو قطعة بخور. في الحديث : «كونوا دعاة الناس بغير ألسنتكم»، عبد الرحمن السميط كان من النخبة النادرة التي اختارت هذا الطريق الشاق الطويل، وعزاؤنا فيه أنه كان مؤسسة في رجل، وترك بعده مؤسسة حافلة بكرام الرجال واخواتهم، يرحل الكبار ولا يغادرون. يرحل الكبار ويبقون معنا. وسيبقى من أبو صهيب ما سيخلّد ذكره وذكراه في تاريخ الكويت، ووجدان أفريقيا، وضمير الدعوة. وسيبقى من الراحل ما ليس يرحل؛ آلاف آبار المياه، ومثلها مراكز صحة ومستشفيات، ومدارس وجامعات، ومساجد ودور قرآن.[47]»

### انتقادات
كتب بعض المنتمين للتيارات العلمانية والليبرالية عشرات المقالات تنتقد العمل الخيري والتي هددت استمرارية وجود المؤسسات الخيرية الإسلامية في الكويت وكان المتبرعون يردون بطريقة خاصة تتمثل في رفع التبرعات بالزيادة للجمعية حيث ظهر السميط مرة في برنامج تلفازي حواري فاتصل أحدهم يهاجمه بطريقة غير مؤدبة، بل ويتهمه بالكذب ومن ثم اتصل به أحد المحسنين يعلن التزامه بالتبرع بألف دولار أمريكي يومياً.

## وصلات خارجية
- موقع الدكتور عبد الرحمن السميط.
- موقع جمعية العون المباشر.
- موقع لبيك أفريقيا.
- صفحته على موقع طريق الإسلام.
- قصص مؤثرة واقعية يرويها الدكتور عبد الرحمن السميط، من تقديم موقع صيد الفوائد.
- تقرير شامل يوثق حياته ومسيرته في العمل الخيري من إعداد موقع الزيادي.
- ترجمة عبد الرحمن السميط على يوتيوب من برنامج زوايا من إعداد وتقديم نبيل العوضي على قناة الوطن.
- لقاء مع السميط في برنامج علماء مبدعون على يوتيوب من تقديم جاسم المطوع تحت عنوان حديث الذكريات.
- لقاء مع السميط في برنامج نظرة شرعية على يوتيوب على قناة الوطن.
- حوار عن نشر الإسلام في أفريقيا على يوتيوب على قناة الجزيرة مباشر مع عبد الرحمن السميط 12 يناير 2009.
- عبدالرحمن السميط يروي لأحمد منصور قصصا مثيرة عن نشر الإسلام في أفريقيا وقرية المسلمين البروتستانت على يوتيوب في برنامج بلا حدود.
- لقاء السميط في برنامج يوم جديد على يوتيوب.
- جنازة الشيخ عبد الرحمن السميط على يوتيوب.

لقاءاته على قناة الجزيرة
- برنامج زيارة خاصة:
- مساعدة الفقراء ونشر الإسلام مع عبد الرحمن السميط.. 2 يونيو 2007
- برنامج بلا حدود:
- واقع المسلمين في أدغال أفريقي، 5 أكتوبر 2005
- برنامج تحت المجهر:
- قبائل الأنتيمور وعرب مدغشقر، 23 فبراير 2006